# Rive-de-Gier
Rive-de-Gier [ʁiv də ʒje] est une commune française située dans le département de la Loire en région Auvergne-Rhône-Alpes.
Ses habitants sont appelés les Ripagériens.

## Géographie
Situé dans le département de la Loire, Rive-de-Gier est à la frontière du département du Rhône, à 25 km de Saint-Étienne et 38 km de Lyon.

### Situation
Rive-de-Gier fait partie de Saint Étienne Métropole.
La commune s'étend sur 7,33 km2, en fond de vallée, à une quinzaine de km de Saint-Chamond, marquée par une urbanisation dense et ancienne.
Elle est desservie par l'autoroute A47 (Lyon - Saint-Étienne) et par une voie ferrée (parmi l'une des premières construites en France), avec un cadencement de 70 TER par jour ouvré en direction des deux métropoles régionales.
Elle est bordée de coteaux, avec au sud le massif du Pilat et au nord les monts du Lyonnais.
| Genilac | Saint-Martin-la-Plaine | Saint-Joseph       |
| Lorette | Rive-de-Gier           | Chabanière (Rhône) |
| Farnay  | Farnay                 | Châteauneuf        |

### Hydrographie
Plusieurs affluents du Gier délimitent les différents quartiers de la ville. Sur la rive gauche, au sud de la ville se trouve la Durèze qui prend sa source à Valfleury et qui croise le Gier vers l'ancien château du Sardon. Le Feloin qui prend sa source à Saint-Romain-en-Jarez qui longe le quartier des Vernes et qui rejoint le Gier sous sa couverture au niveau de la Boirie. Le Frigerin est un petit ruisseau qui passe par Montbressieux et se jette dans le Gier au niveau du quartier de la Roche. Le Bozançon vient de Sainte Catherine sous Riverie et retrouve le Gier vers la Madeleine. Sur la rive droite, le Grézieux délimite la ville de Lorette et de Rive de Gier. L'Egarande nait à Farnay et se termine vers la gare SNCF. Le Couzon a pour origine la commune de Pavezin et se jette dans le Gier sur le quartier Couzon vers la Maison des jeunes et de la culture. Le Bourbouillon apparait dans le quartier Couzon et la Gaise qui passe par le vieux bourg de Chateauneuf et rejoint le Gier au niveau de la Madeleine.
Le 2 novembre 2008, la ville a subi une inondation importante causant des dégâts dans le centre-ville, dans les commerces et les équipements locaux. Le débit maximum estimé est de 295 m3/s et la crue atteint à certains endroits du centre-ville 230 cm de hauteur. Le 17 octobre 2024, la commune subit un épisode d'inondations encore plus important.

### Géologie et relief
L'altitude de la commune varie de 227  à   394 mètres.
Le territoire communal se trouve au-dessus du bassin houiller de la Loire.

### Climat
Pour des articles plus généraux, voir Climat d'Auvergne-Rhône-Alpes et Climat de la Loire.
En 2010, le climat de la commune est de type climat océanique dégradé des plaines du Centre et du Nord, selon une étude du Centre national de la recherche scientifique s'appuyant sur une série de données couvrant la période 1971-2000. En 2020, Météo-France publie une typologie des climats de la France métropolitaine dans laquelle la commune est exposée à un climat de montagne ou de marges de montagne et est dans la région climatique Nord-est du Massif Central, caractérisée par une pluviométrie annuelle de 800 à 1 200 mm, bien répartie dans l’année.
Pour la période 1971-2000, la température annuelle moyenne est de 11,3 °C, avec une amplitude thermique annuelle de 17,5 °C. Le cumul annuel moyen de précipitations est de 701 mm, avec 8,2 jours de précipitations en janvier et 5,7 jours en juillet. Pour la période 1991-2020, la température moyenne annuelle observée sur la station météorologique de Météo-France la plus proche, « Saint-Didier-sous-Riverie », sur la commune de Chabanière à 6 km à vol d'oiseau, est de 11,6 °C et le cumul annuel moyen de précipitations est de 855,5 mm,. Pour l'avenir, les paramètres climatiques de la commune estimés pour 2050 selon différents scénarios d'émission de gaz à effet de serre sont consultables sur un site dédié publié par Météo-France en novembre 2022.
| Mois                                  | jan.             | fév.            | mars           | avril         | mai           | juin          | jui.          | août           | sep.          | oct.          | nov.            | déc.            | année      |
| ------------------------------------- | ---------------- | --------------- | -------------- | ------------- | ------------- | ------------- | ------------- | -------------- | ------------- | ------------- | --------------- | --------------- | ---------- |
| Température minimale moyenne (°C)     | 0,5              | 0,7             | 3,6            | 6,1           | 9,9           | 13,6          | 15,8          | 15,8           | 12            | 8,7           | 4,1             | 1,4             | 7,7        |
| Température moyenne (°C)              | 3,4              | 4,1             | 7,8            | 10,5          | 14,4          | 18,3          | 20,7          | 20,6           | 16,4          | 12,2          | 7,2             | 4,2             | 11,6       |
| Température maximale moyenne (°C)     | 6,3              | 7,5             | 11,9           | 15            | 18,9          | 22,9          | 25,5          | 25,5           | 20,8          | 15,7          | 10,2            | 7,1             | 15,6       |
| Record de froid (°C) date du record   | −17,5 12.01.1987 | −16 10.02.1986  | −11,7 01.03.05 | −5,8 08.04.03 | 0 04.05.1987  | 4,5 02.06.06  | 7,5 12.07.00  | 6,8 30.08.1986 | 3,1 25.09.02  | −3,5 25.10.03 | −9,3 22.11.1998 | −12 20.12.09    | −17,5 1987 |
| Record de chaleur (°C) date du record | 17,8 30.01.13    | 20,7 24.02.1990 | 24,6 24.03.01  | 26,2 25.04.07 | 30,7 24.05.09 | 35,4 28.06.19 | 37,5 07.07.15 | 38 12.08.03    | 33,7 13.09.20 | 27 09.10.1997 | 22,2 09.11.1985 | 19,9 18.12.1987 | 38 2003    |
| Précipitations (mm)                   | 55,8             | 45,6            | 52,1           | 71            | 83,1          | 76,6          | 77,4          | 71             | 83,8          | 91            | 92,5            | 55,6            | 855,5      |

## Urbanisme

### Typologie
Au 1er janvier 2024, Rive-de-Gier est catégorisée centre urbain intermédiaire, selon la nouvelle grille communale de densité à sept niveaux définie par l'Insee en 2022.
Elle appartient à l'unité urbaine de Saint-Étienne, une agglomération inter-départementale regroupant 32  communes, dont elle est une commune de la banlieue,,. Par ailleurs la commune fait partie de l'aire d'attraction de Lyon, dont elle est une commune de la couronne,. Cette aire, qui regroupe 397 communes, est catégorisée dans les aires de 700 000 habitants ou plus (hors Paris),.

### Occupation des sols
L'occupation des sols de la commune, telle qu'elle ressort de la base de données européenne d’occupation biophysique des sols Corine Land Cover (CLC), est marquée par l'importance des territoires artificialisés (68,1 % en 2018), en augmentation par rapport à 1990 (58,9 %). La répartition détaillée en 2018 est la suivante : 
zones urbanisées (57 %), zones agricoles hétérogènes (18,6 %), zones industrielles ou commerciales et réseaux de communication (11,1 %), forêts (6,4 %), prairies (5,6 %), cultures permanentes (1,2 %). L'évolution de l’occupation des sols de la commune et de ses infrastructures peut être observée sur les différentes représentations cartographiques du territoire : la carte de Cassini (XVIIIe siècle), la carte d'état-major (1820-1866) et les cartes ou photos aériennes de l'IGN pour la période actuelle (1950 à aujourd'hui).

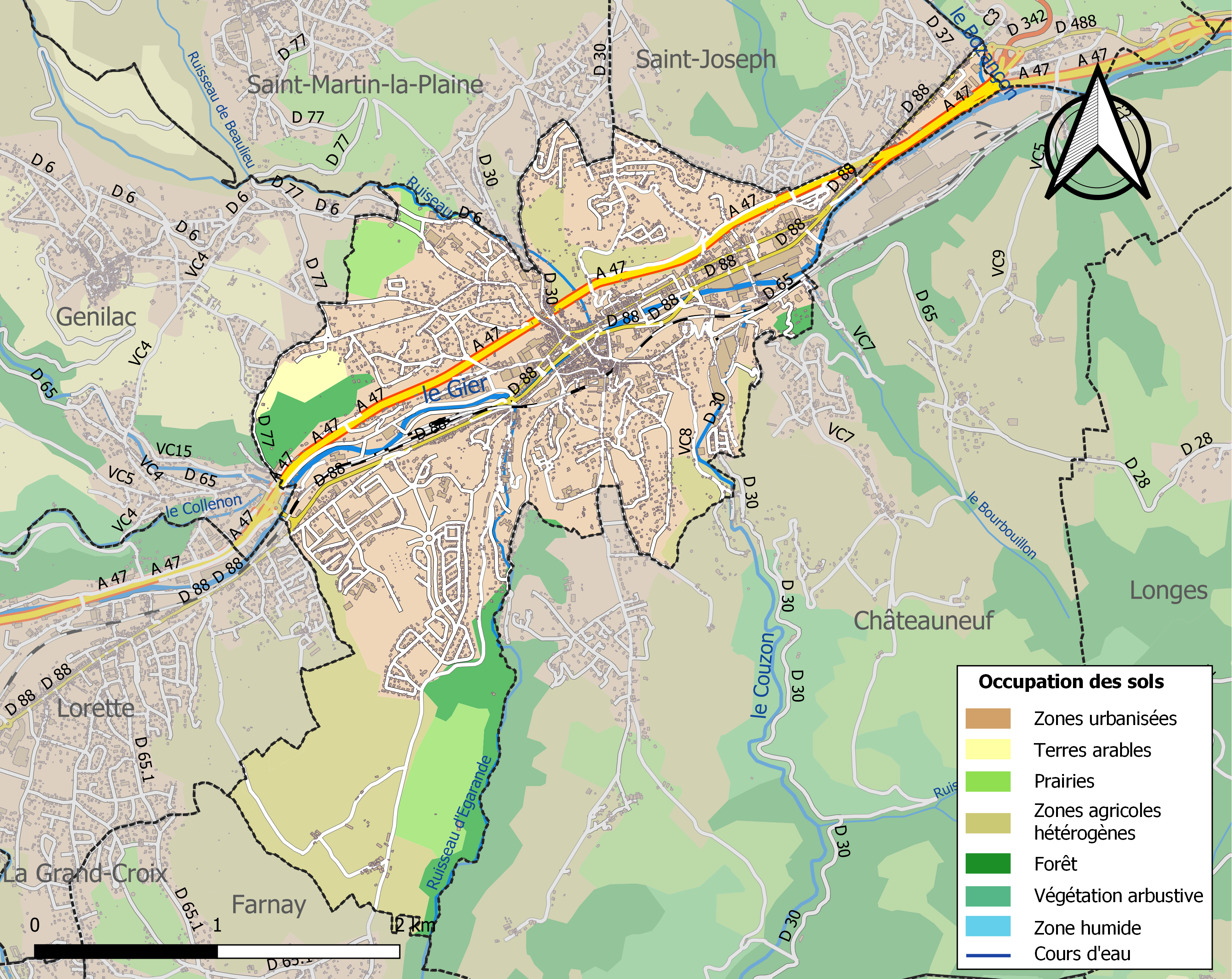
Carte des infrastructures et de l'occupation des sols de la commune en 2018 (CLC).

### Morphologie urbaine
Le quartier prioritaire du Grand-Pont demeure excentré, regroupe plus de 20 % de la population totale de la commune et concentre des équipements éducatifs (collège François-Truffaut, centre social Armand-Lanoux), sportifs (stade d'honneur et gymnase) et cultuels (chapelle et mosquée) importants, le grand-pont va faire l'objet de grande transformation urbaine par le biais de l'Agence nationale pour la rénovation urbaine (ANRU).

### Logement
En 2020, avec une population de 15 086 habitants et une superficie de 7.3 km², la densité de la population est de 2 058 habitants au km².
En 2020, la commune disposait de 7 266 logements dont 87,7 % sont des résidences principales, 11,9% des logements vacants et 0,8% des résidences secondaires. Parmi les résidences principales, 44,7% sont propriétaires, 53,5% sont locataires et 1,8 % sont logés gratuitement. 33,7% sont des maisons et 66,1% des appartements.

## Toponymie
La forme française est différente de la forme locale (en francoprovençal). Le poète Guillaume Roquille (1804-1860) donne[Où ?] à plusieurs reprises la forme Var-de-Gi, où le mot "Var" ne correspond pas au mot français "Rive", sauf à le rapprocher du latin VERSUS "versant", donc en francoprovençal supradialectal (ORB) Vèrs-de-Giér[Interprétation personnelle ?]. Toutefois une autre explication est possible[réf. nécessaire], le mot latin VALLIS "vallée", qui peut donner localement "Var" (au lieu de "Vâl"), dans ce cas la forme ORB serait Var-de-Giér.

## Histoire

### Au fil du temps
(janvier 2013).
Si vous disposez d'ouvrages ou d'articles de référence ou si vous connaissez des sites web de qualité traitant du thème abordé ici, merci de compléter l'article en donnant les références utiles à sa vérifiabilité et en les liant à la section « Notes et références ».

#### Au temps des Celtes et de la Gaule romaine, une frontière entre les Ségusiaves et les Allobroges
Rive-de-Gier s'écrit sans « s », bien que cette ville occupe, actuellement, les deux rives de la rivière qui se nomme le Gier.
Le Gier a été couvert sur la majeure partie de sa traversée de Rive-de-Gier et il n'est plus possible de le voir dans le centre de la ville.

#### Au Moyen Âge
Le nom de Rive-de-Gier est utilisé pour la première fois au XIe siècle.
Sous le règne de Philippe-Auguste (1165-1223), Renaud de Forez fit entourer de murs et fossoyer la cité.
En 1447, un livre terrier fait mention d'un hôpital.
À la fin du XVIe siècle on estime que la population est comprise entre 1 600 et 1 700 âmes.
Entre 1562 et 1864 ont lieu des affrontements entre Protestants et Catholiques.[réf. souhaitée]
Le roi Henri IV (1553-1610) serait passé à Rive-de-Gier.
La ville subit la peste de 1629 qui amène la création de la confrérie des Pénitents blancs, puis une autre calamité naturelle, la crue catastrophique du Gier en 1684 et ensuite la famine de 1694. Le XVIIe siècle voit également l’essor de l’extraction de la houille qui s’exporte vers la vallée du rhône par une navette quotidienne de muletiers.
Pendant le soulèvement de Lyon contre la convention nationale en 1793, 13 des 1200 lyonnais passant par la ville en revenant de Saint-Étienne où ils étaient allés chercher des armes périrent, massacrés par les habitants de Rive-de-Gier au lieu-dit du Grand-Pont.
Ni le château, ni l'église romane de Rive-de-Gier ne subsistent aujourd'hui.

#### Une ville pionnière de la Révolution industrielle
Le Gier n'étant pas navigable, un canal fut ouvert vers Givors en 1779, le Canal de Givors dont il ne reste aujourd'hui plus que quelques vestiges, pour assurer le transport du charbon de Rive-de-Gier. Même si les tarifs de ce canal sont jugés prohibitifs, des usines sont installées au pied des mines, d'abord surtout des verreries (1800-1820) puis plus tard des forges. Un an après la percée du canal, la première verrerie de Rive de Gier fut érigée, vers 1780 et deux autres la suivirent. La famille Robichon rachète une verrerie en 1814 pour y introduire le verre à vitre. Elle sera rejointe par les Lanoir et en 1834 par les Richarme.
Le canal sera remplacé par la première voie ferrée pour voyageurs en France construite à partir de 1827 par la Compagnie du chemin de fer de Saint-Étienne à Lyon. Rive-de-Gier abrite le premier tunnel ferroviaire sans doute réalisé en France, au lieu-dit Couzon sur la voie qui relie Saint-Étienne à Lyon. Le charbon augmente ses débouchés, ce qui permet d'investir et réaliser des économies d'échelles avec d'autres usages. En 1830, 20 % de la production de charbon de Rive-de-Gier servait à alimenter les verreries. La profession a la réputation d'avoir des valeurs familiales et catholique extrêmement fortes: devenir aumônier des verriers était l'un des postes les plus demandés au sein du clergé. En 1844, un auteur constate que la population a deux fois doublé en trente ans et que le nombre de verreries est passé de cinq à quarante. Toutes les verreries fusionnent en 1853, pour former la « Compagnie Générale des verreries de la Loire et du Rhône », qui concentre 37 fours à verre, parmi lesquels 7 fours à vitres et 22 fours à bouteille, répartis entre Givors (9), Rive-de-Gier (25), tandis que Vienne en compte une et Saint Étienne deux.
La région stéphanoise doit ses succès au charbon et sa relative abondance mais aussi au dynamisme inventif de ses entrepreneurs, souvent extérieurs à la région, dans le ruban (Denis Épitalon, Jean-Étienne Giron), le lacet (Richard), le coton (Déchelette), la métallurgie (Petin et Gaudet, François-Félix Verdié), ou la construction mécanique (Benoît Fourneyron, Adrien de Montgolfier-Verpilleux) ont laissé un souvenir dans la région. En 1856, la voisine Saint-Étienne, septième ville de France, est promue préfecture et abrite la plus grande manufacture d'armes portatives du pays.

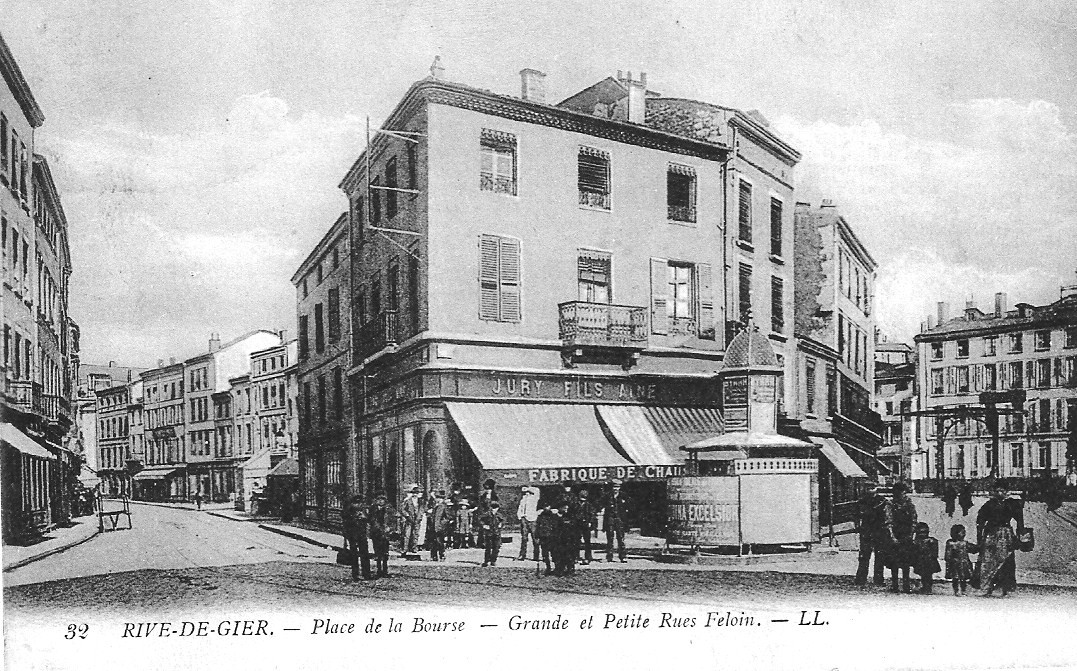
Le carrefour de La Boirie, ancienne place de la Bourse.
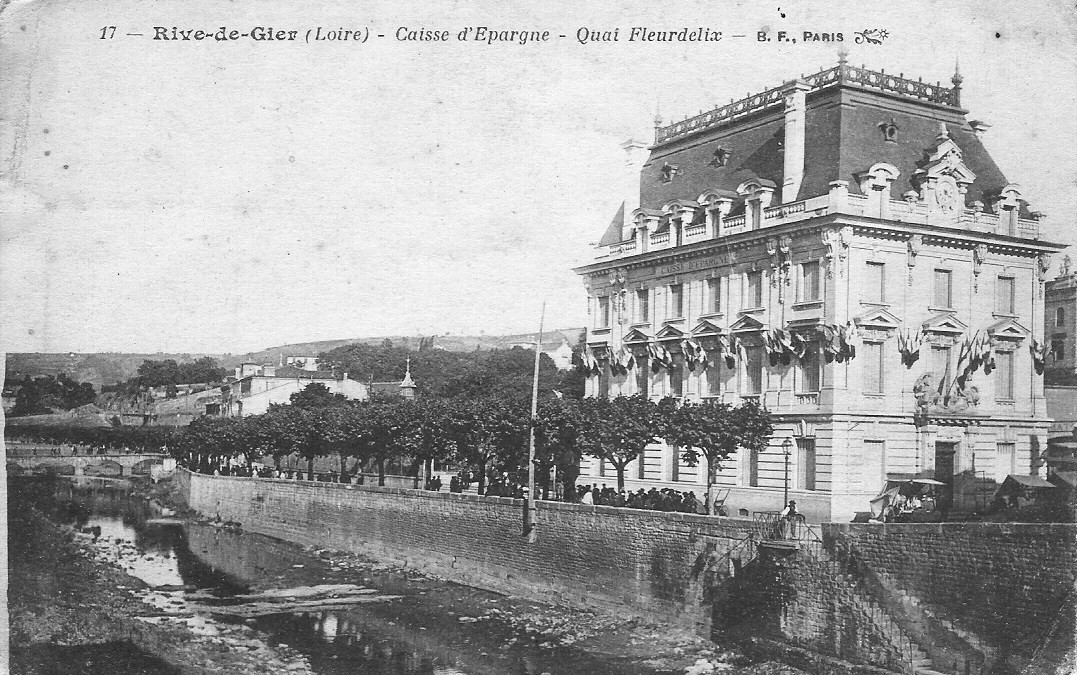
La Caisse d'épargne installée en 1892 dans l'ancien hôtel de ville.
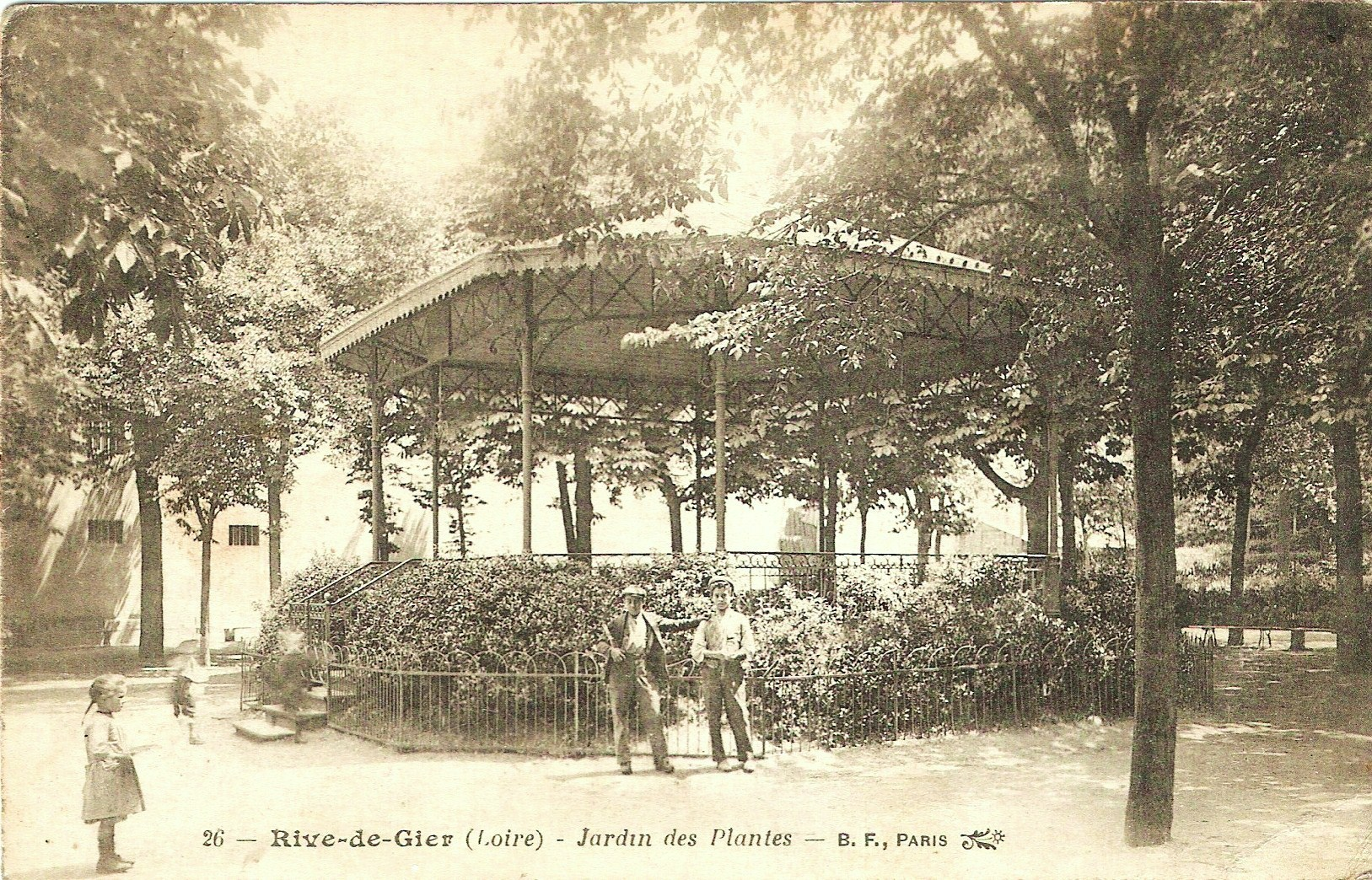
Le jardin des plantes.
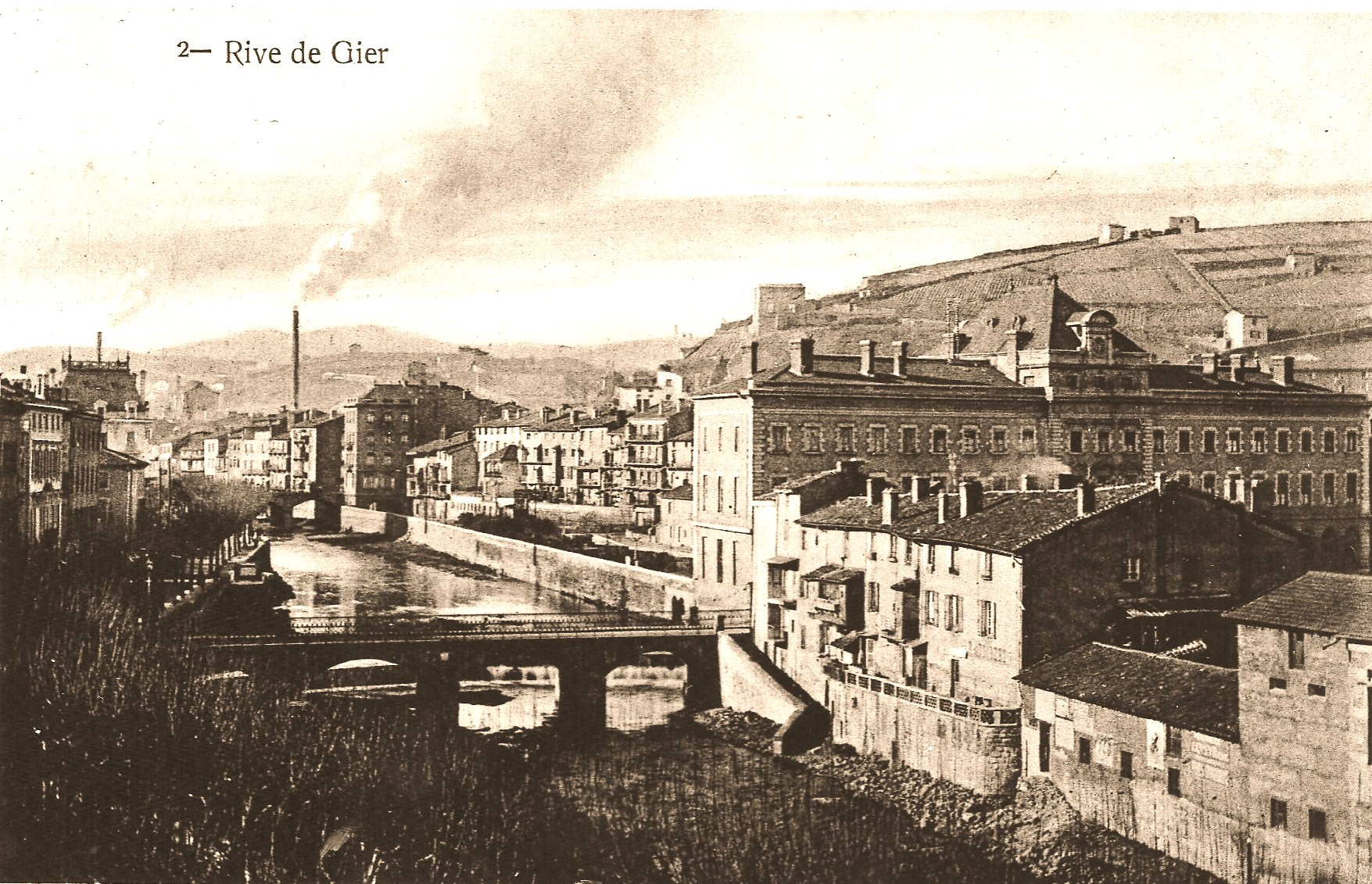
L'hôtel de ville et le Gier.
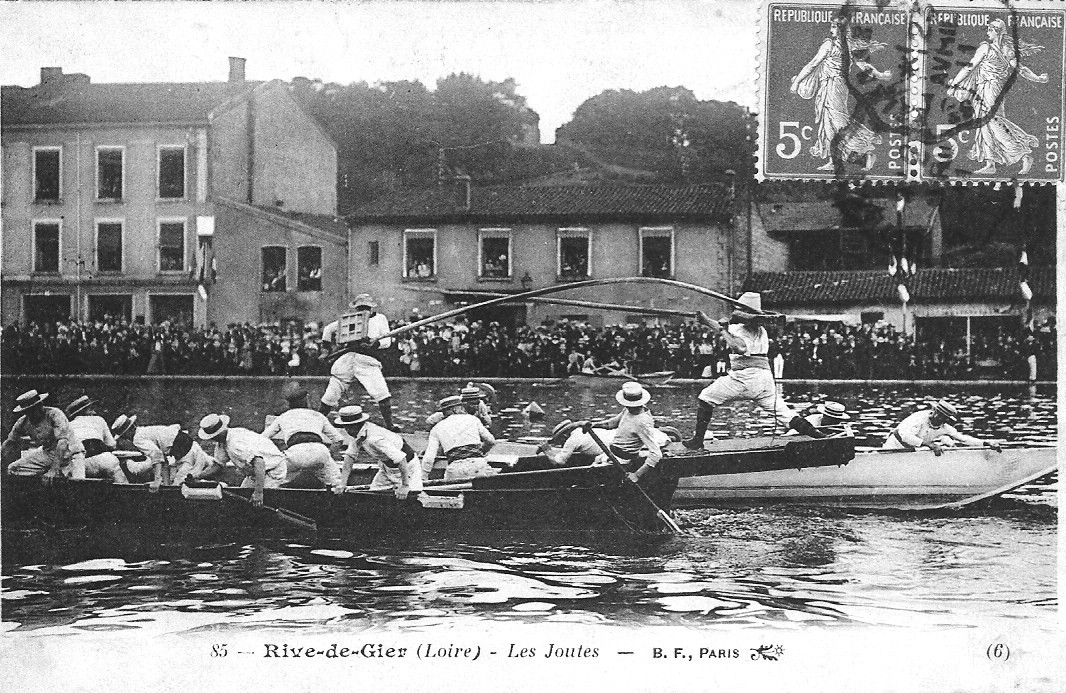
Les joutes sur le b du Canal.
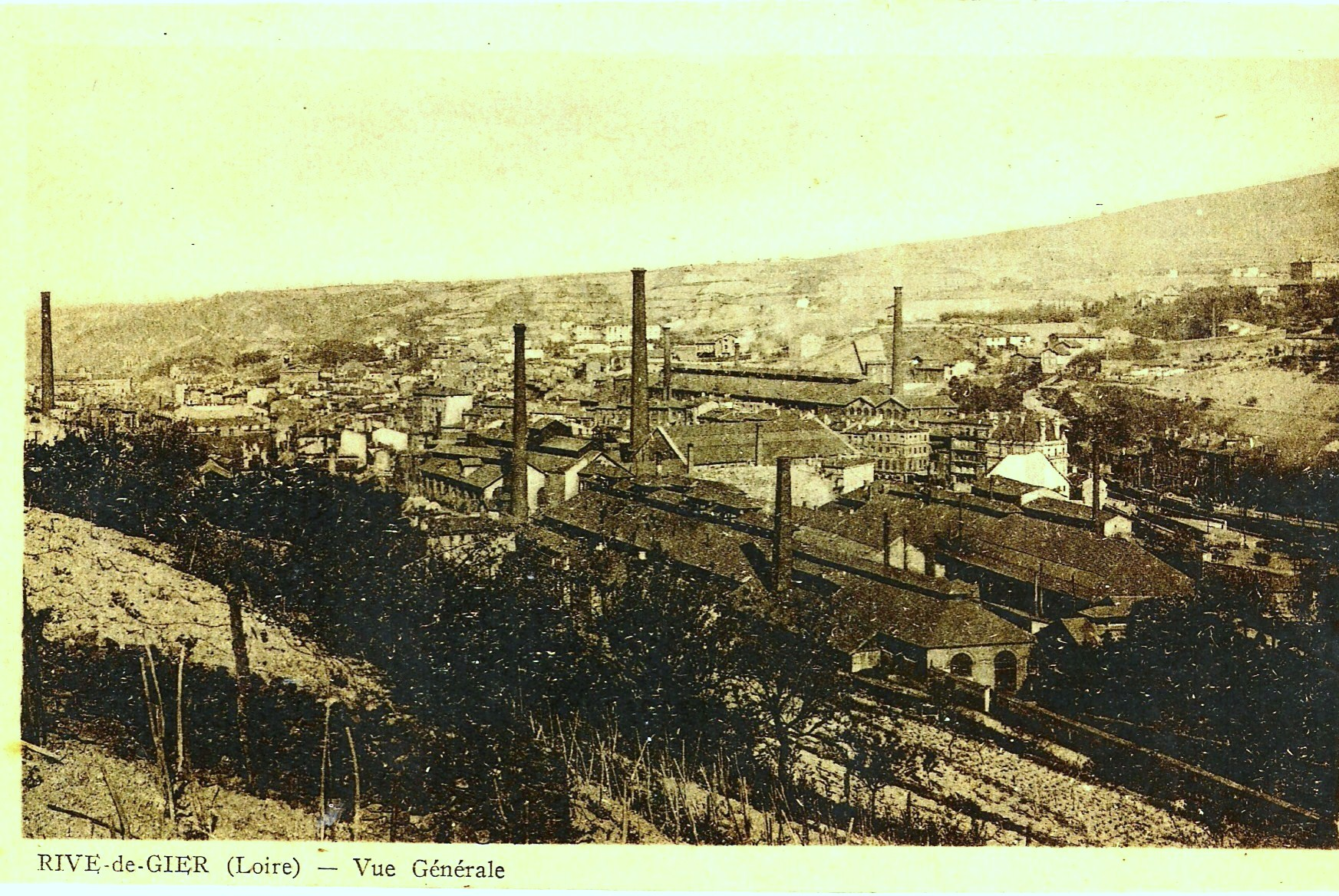
Rive-de-Gier au début du XXe siècle.
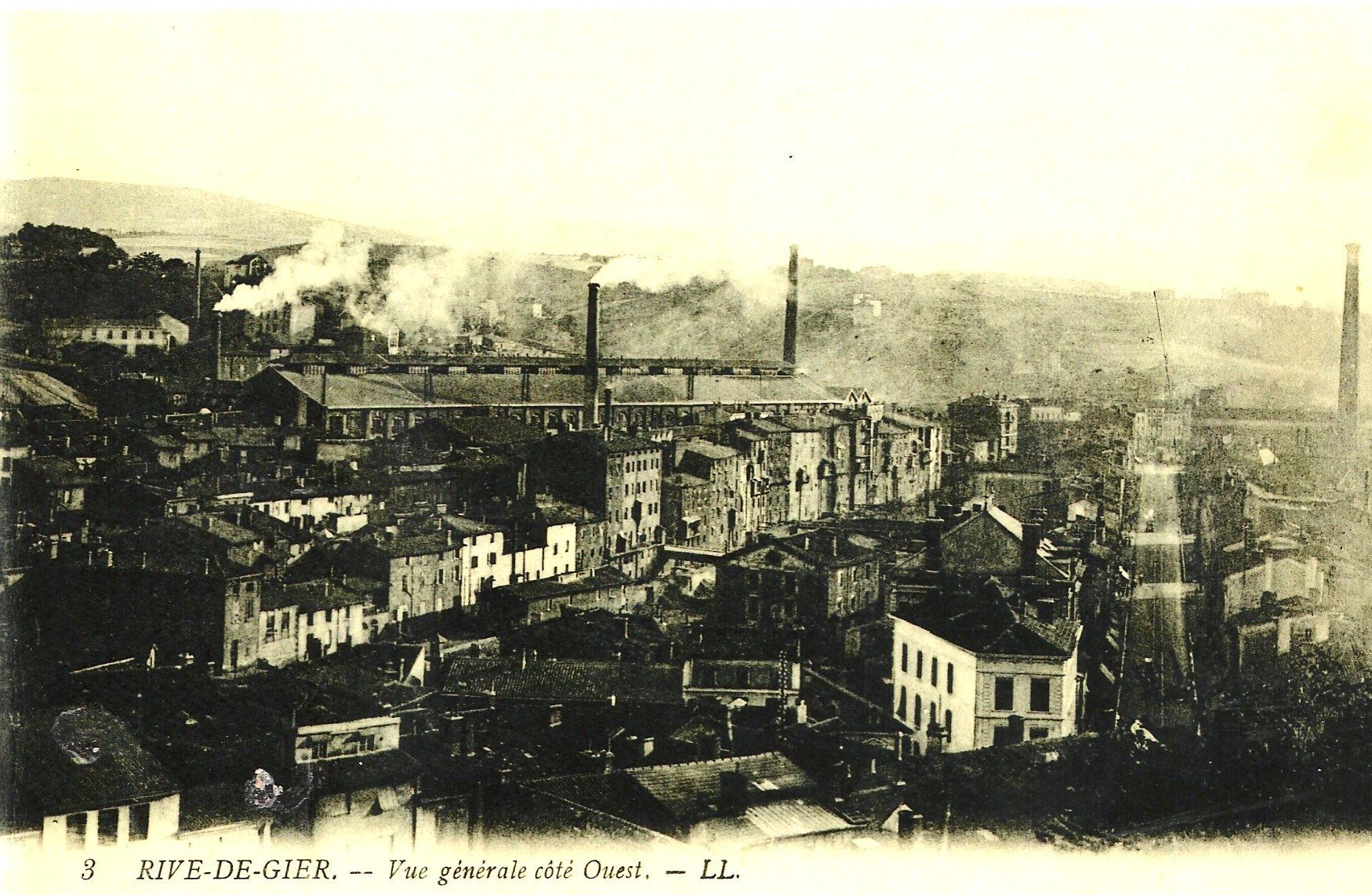
Rive-de-Gier côté ouest au début du XXe siècle.
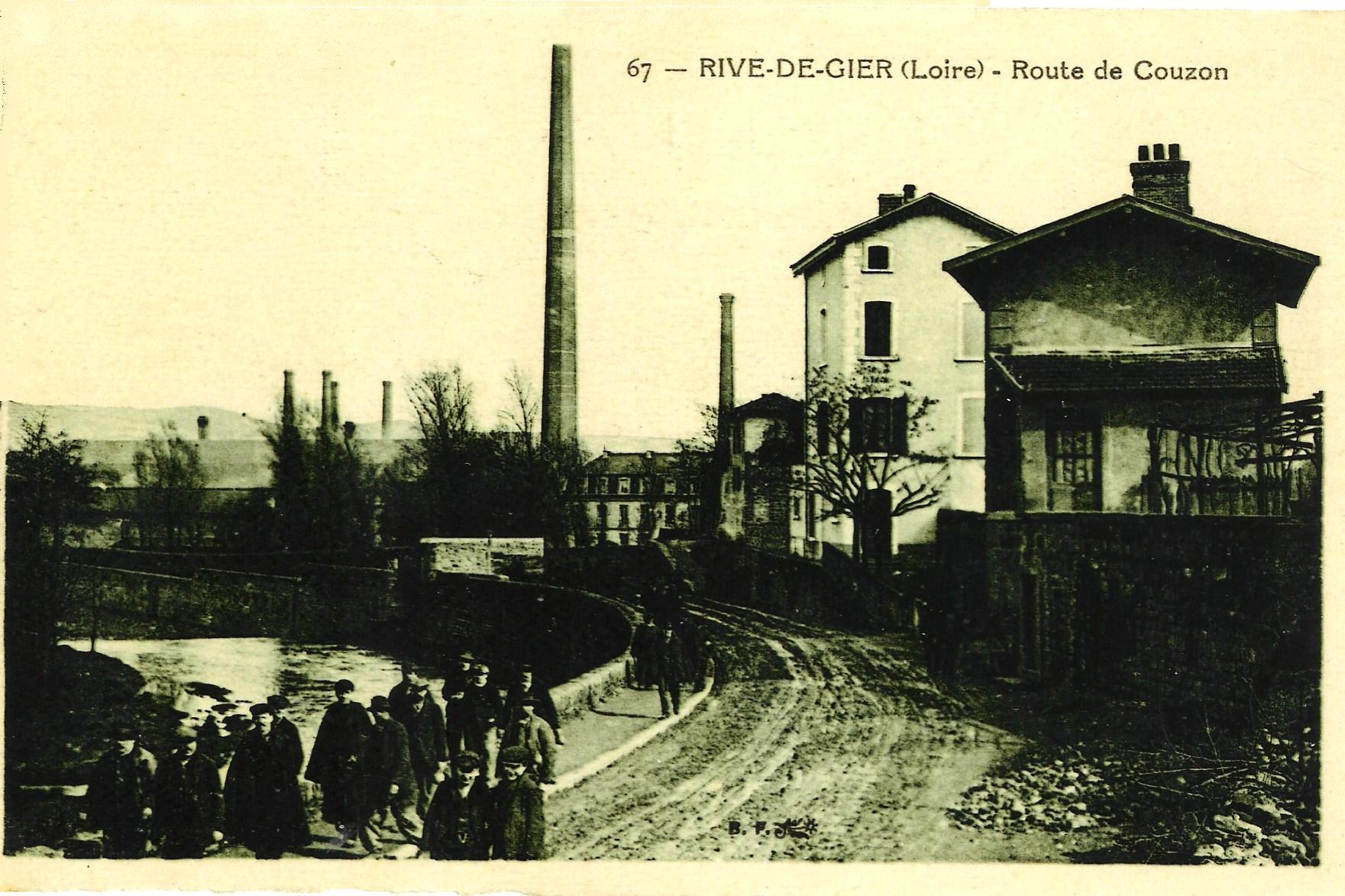
Rive-de-Gier, route de Couzon au début du XXe siècle.

##### L'exploitation de la houille
En 1837, les différentes compagnies de mine de Rive-de-Gier vont s'associer pour créer la compagnie générale des mines de Rive-de-Gier afin de pouvoir acheter les pompes nécessaires à l'exhaure des travaux souterrains. Cette compagnie voyant ses réserves de charbon s'épuiser, elle va tenter de s'implanter à Saint-Étienne vers 1840. Elle deviendra dans un premier temps la Compagnie Générale des Mines de la Loire puis après absorption des compagnies stéphanoises la puissante Compagnie des Mines de la Loire.
En 1840, le bassin forézien (Firminy, Saint-Étienne, Saint-Chamond, Rive-de-Gier) est le plus important de France. Environ 2.400 mineurs travaillent dans 86 puits, appartenant à 17 compagnies, soit une moyenne de 145 mineurs par compagnies, avec un actionnariat distant : « le bassin de Saint-Étienne est sorti presque tout entier des mains des habitants du pays ; il a appartenu, en réalité, à des Parisiens, à des Lyonnais, etc. ». À Rive-de-Gier, une partie de la population vit de la mine depuis déjà cinquante ans. La production a été multipliée par 4 depuis la fin de l’Empire (1815). La hausse du prix du charbon en 1831-1836 entraîne une forte demande sur les concessions. La baisse du prix amène rapidement à créer une « Compagnie de l’Union », association pour la vente, et une « Compagnie Générale » pour « éviter les inconvénients d’une trop grande concurrence ». Elle réduit les salaires, ce qui déclenche une première grève, lancée le 17 février 1840.
Un premier mouvement de grève important a lieu dans les mines en 1840. En 1844, face à la baisse des salaires journaliers et l'augmentation de la durée de la journée imposée par le nouveau directeur de la compagnie, Ambert, les mineurs entament en avril une longue grève (dite « coalition des mineurs de Rive-de-Gier ») qui se prolonge jusqu'à la mi-mai et constitue le premier mouvement social de cette ampleur sur le bassin. Riposte déterminée et organisée à une coalition patronale, ce mouvement utilise la violence, les grévistes tendent une embuscade sanglante aux troupes qui emmenaient vers Saint-Étienne 17 mineurs prisonniers. Armés seulement de pierres et de bâtons, 300 à 400 ouvriers se ruent sur une troupe composée de 70 fantassins, 25 chasseurs à cheval et 10 gendarmes. La troupe tire, la cavalerie charge à coups de sabre, faisant 6 blessés dont deux graves chez les mineurs,. Mais chez les mineurs, la combativité ne se prolonge pas spontanément en conscience politique : à la fin de 1844, ils ne signent pas (à la différence des verriers) la pétition du Censeur « pour l’organisation du travail ». Une nouvelle grève a lieu en 1852.

##### La verrerie
Si la production du verre a été longtemps localisée près des forêts qui fournissaient le charbon de bois nécessaire à la combustion, leur diminution au XVIIIe siècle amène les verriers à se rapprocher des lieux de production de houille. En 1749, la verrerie de Michel Robichon originaire de Franche-Comté s'est installée à Givors où elle utilisait le sable du Rhône comme matière première et le charbon de Rive-de-Gier comme combustible. En 1788, il existait deux verreries à Rive-de-Gier, elles produisaient des bouteilles et des gobelets. Au début du XIXe siècle, la société Robichon vint s'installer à Rive-de-Gier en rachetant plusieurs verreries, elle introduisit la production de verre plat. Vers 1830, la trentaine de verreries présentes dans la ville employait environ 1 200 personnes. La verrerie Richarme fondée en 1826 dans le quartier d'Egarande s'était spécialisée dans la fabrication des bouteilles.
En 1848, c'est Jean-Marie Sigward, un verrier, qui fait acclamer la République.
Vers 1887, la verrerie Hervier Frères, créée en 1886, fabrique à Rive-de-Gier les premières briques de verre système Falconnier, qui viennent d'être brevetées. Permettant de construire des murs, parois et voûtes translucides, elles connaîtront un très grand succès à la fin du XIXe siècle et première moitié du XXe siècle en Europe. Hervier Frères (médaillée d'or à l'exposition de Saint-Étienne de 1891 et hors concours à l'exposition de Lyon en 1894), devient Revol & Hervier, puis Revol & Cie (1891-1894), puis forme finalement la Compagnie des verreries générales de la Loire.
L’introduction du four à gaz de coke de Siemens en 1877 par Pétrus Richarme, qui sera député de la Loire de 1876 à 1881, rend possible le travail 24 heures sur 24 avec l'introduction de la coulée en continu et des augmentations de cadences, ce qui accule à la fermeture les usines les moins rentables. En parallèle, la production de charbon s'est mise à décroitre vers 1880, à cause de la concurrence de nouveaux gisements houillers plus jeunes (Nord, Saint Étienne, Alès), d'où un déclin industriel de la commune, qui est cependant appelée ponctuellement à suppléer d'autres régions en cas de conflit, comme lors de la longue grève des verriers de Carmaux en 1894, ou d'occupation allemande comme à la fin de la première guerre mondiale. L'entreprise de Pétrus Richarme a fonctionné jusqu'en 1958 avant d'être démolie. Duralex, qui a cessé son activité en 2006, était la dernière verrerie. Fondée en 1906 par Emile Hémain avant de fusionner avec Souchon-Neuvesel en 1958 et d'intégrer le groupe BSN en 1966, elle était installée dans le quartier de Couzon.

##### La métallurgie
Des ateliers de forge constituent les véritables moteurs économiques de la ville avec les noms de Lucien Arbel, Marrel, Petin-Gaudet…
Symbole de cette époque, la cheminée des Forges anciennement Marrel sur le site de Châteauneuf (Loire), construite en 1866 et l'une des plus hautes d'Europe avec ses 108 mètres, a été classée monument historique en 1992.

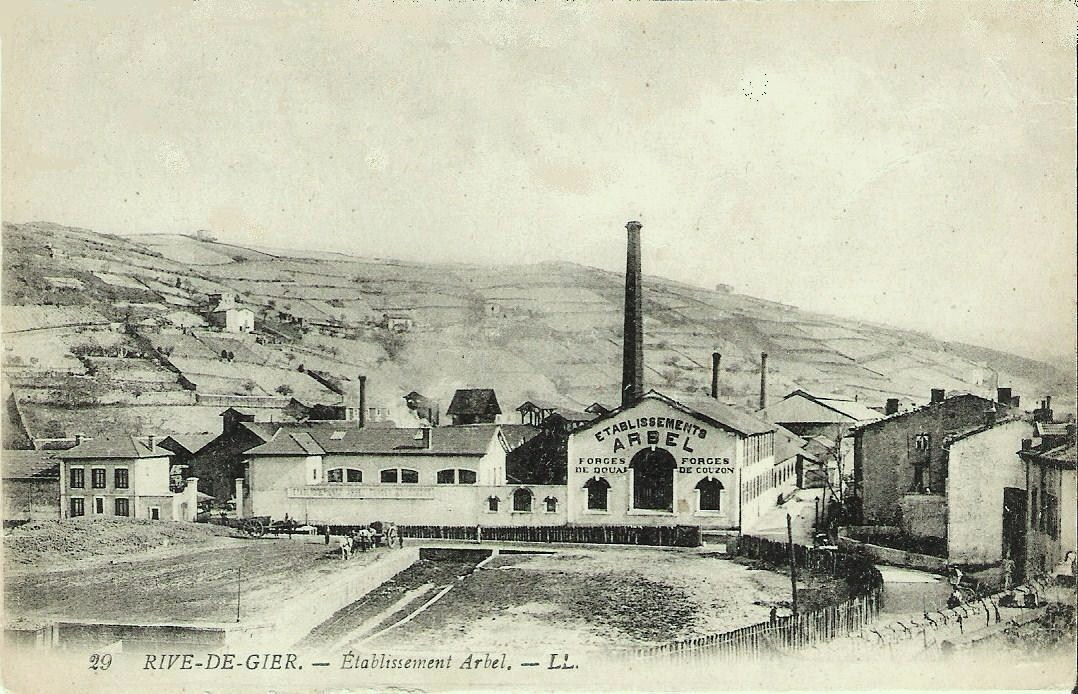
Établissements Arbel.
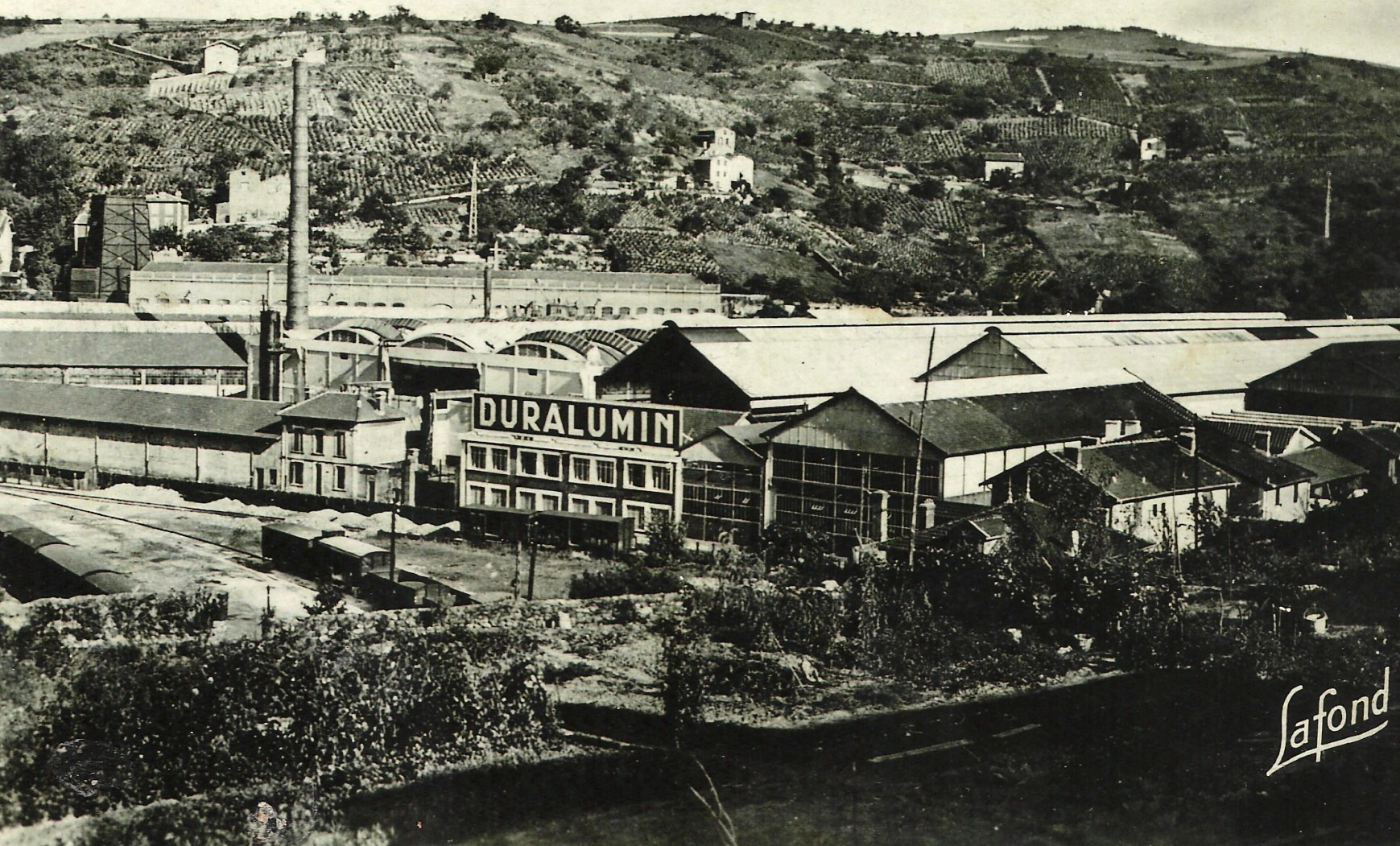
Usine Duralumin.
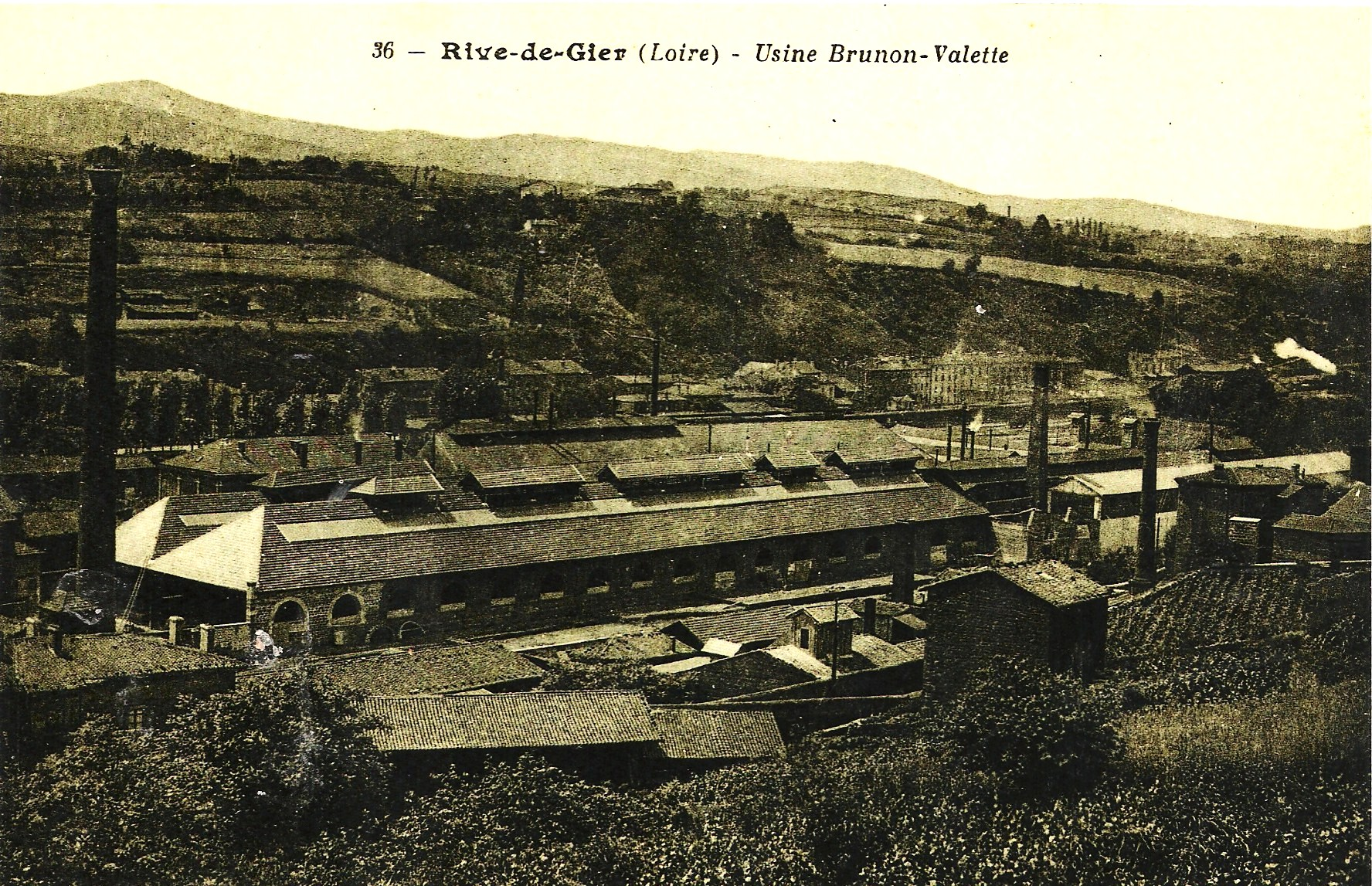
Usine Brunon-Valette.
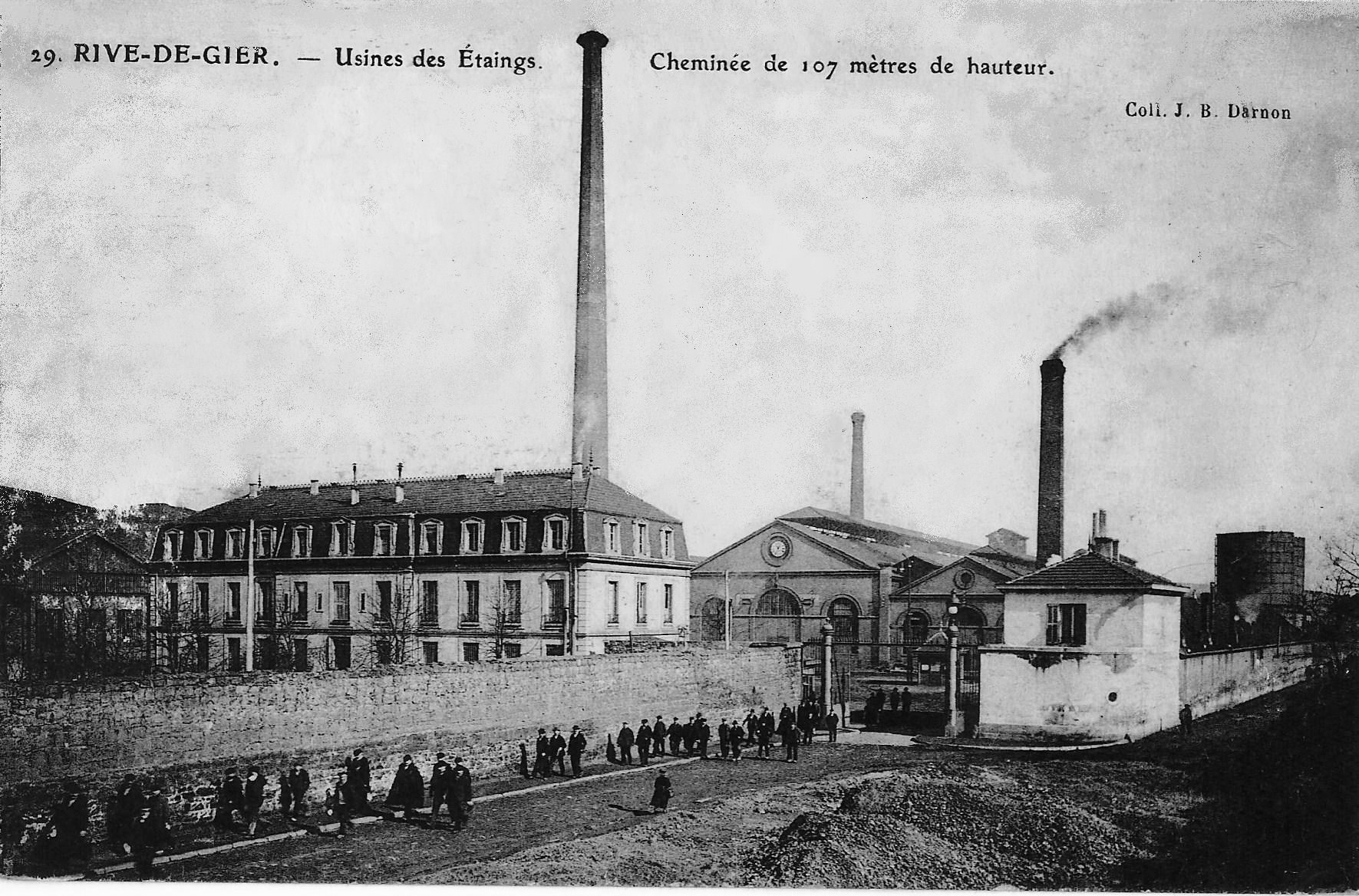
Marrel frères (usine des Etaings à Châteauneuf).

##### La construction mécanique

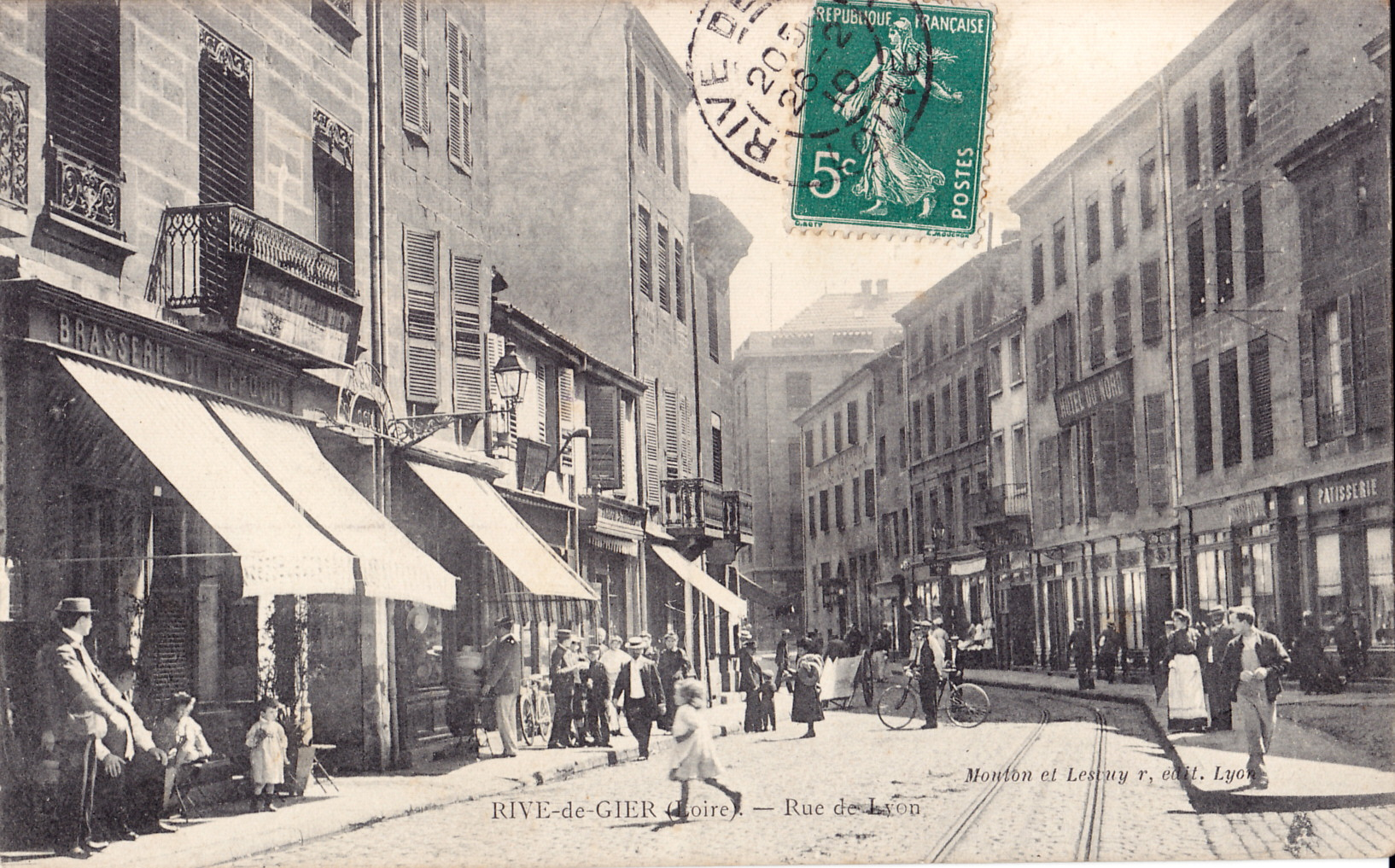
Paysage urbain des années 1900 : la rue de Lyon.

#### Rive-de-Gier dans la Seconde Guerre mondiale
Pendant la guerre, Rive-de-Gier fut un haut lieu de la résistance.
Le commandement de l'armée secrète Loire de 1942 à 1945 est dirigé par le commandant Jean Marey très aimé par ses hommes. Le commandant René Gentgent le seconde et fait la liaison avec les différents chefs de la Loire. (Un certain antagonisme a existé entre les deux hommes, Marey s'étant vu imposer Gentgen à son poste).
À Rive-de-Gier le lieutenant colonel de réserve Marcel Arnaud travaille dans le civil à l'usine Duralumin (proche de Rive-de-Gier). En 1942, il fonde un petit groupe avec du personnel de tout niveau de cet établissement pour tenter de résister dans la discrétion mais leurs moyens restent très faibles (en particulier des ouvriers).
En juillet 1943, le commandant Jean Marey se déplace pour lui demander de prendre le commandement de l'Armée secrète du secteur de Rive-de-Gier. L'A.S de Rive-de-Gier est constituée avec les éléments d'origines de Duralumin.
En octobre 1943, différents petits groupes de résistance sont englobés (« Libération », « Combat », « Franc-Tireur »).
En février 1944, après l'arrestation du lieutenant Brodin responsable du secteur de Saint-Chamond, Marcel Arnaud assume la responsabilité de l'armée secrète de l'ensemble de la Vallée du Gier (Rive-de-Gier, Lorette, Grand-Croix et Saint-Chamond).
Un lieutenant d'Arnaud finit par être arrêté avec ses deux fils sûrement sur dénonciation (Van Geit André et Gilbert). Arnaud décide de quitter son appartement (qui sera visité deux fois par les Allemands) et est caché par la directrice d'une école primaire (école Burdeau puis rapidement Benoît Bouché). Il fonde alors un maquis sur les hauteurs de Rive-de-Gier à Rémilleux avec une dizaine d'hommes le 6 juin 1944. Effectif qui passe à 30 hommes en juillet et 70 hommes en août 1944. Leurs activités consisteront à faire sauter des trains, couper l’électricité, faire parvenir des journaux, organiser des parachutages etc. Parallèlement, existeront un groupe de partisans de 25 hommes à Grand-Croix et un groupe de partisans de 50 hommes à Rive-de-Gier. Tout cet ensemble va former en août 1944 le G.M.O Vosges et une compagnie de secteur, lesquels participent aux combats de Rive-de-Gier (les 20 et 21 août 1944). Ils continuent avec l'aide du G.M.O Bonnevial de Saint-Chamond à Givors, Brignais, St-Genis-Laval et Lyon (du 22 au 28 août 1944).
Plusieurs parachutistes anglais et américains furent cachés dans l'école par la directrice pendant plusieurs années, les Allemands ne les trouvèrent jamais. R.Gentgen a écrit trois ouvrages après les décès de J. Marey et M. Arnaud, il a minoré l’œuvre de Marcel Arnaud ou, simplement, ne l'a que peu citée. Les deux personnages étant en froid et ayant des convictions opposées.
Armée secrète de Rive-de-Gier 1944 Maquis de l'AS Rémilleux qui devient le G.M.O Vosges :
- commandant A.S Vallée du Gier : ARNAUD Marcel (nom de guerre Michel) ;
- commandant du groupe : lieutenant KUPPISH Robert (nom de guerre Servais) ;
- adjoints : sous-lieutenant Marius Monnet; sous-lieutenant Joseph Costes; sous-lieutenant Louis Albert;
- maquisards :

- - Joseph Coste dit Laffy,
  - Antoine Coste dit Bob,
  - Antoine Bonnay dit Tane,
  - Dorel dit Fil de Fer ou Pépé,
  - Martin-Rosset dit Lili,
  - Jean Ottaviano dit Robin,
  - Jean-Marie Rivollier,
  - Joseph Fredo,
  - Mure dit Gicus,
  - Louis Loche dit Loulou,
  - Jean Loche dit Jeannot,
  - Kuppich dit Servais,
  - Joseph Toledo,
  - Jean Chomat,
  - Étienne Charmet,
  - LéonReynaud,
  - Roger Plancoulaine.

Le 20 août 1944, l’Armée secrète de Rive-de Gier se sera particulièrement distinguée au combat causant la mort du chef de la Gestapo de Saint-Étienne Neumann dit « Armand Bernard » et Laloue chef de la milice ainsi que la récupération de matériels militaires, de documents, sans omettre la retraite désespérée des Allemands qui en découla.
Libération : le 21 août un comité local de libération se forme, parmi ses membres on retrouve Marcel Arnaud, Germaine Martin-Rosset et Alice Escoffier. Marcel Arnaud est pressenti un temps pour devenir maire. C'est finalement Claude Drivon qui sera rétabli dans ses fonctions.

#### L'après guerre
Rive-de-Gier a subi de plein fouet la désindustrialisation massive des années 1980-90, avec la perte massive d'emplois industriels, la fermeture de la SSFR dont le point d'orgue fut la démolition de l'ancienne Halle sur la ZAC JB Berlier en 1995 (le dernier vestige étant « l'arc de triomphe » métallique, ancien pont en fer puddler sur la place Chipier), et la fermeture récente de la dernière verrerie en activité dans la vallée du Gier (juillet 2008).

#### Chronologie
- 1749 : création de la Verrerie de Michel Robichon à Givors, 200 salariés
- 1780 : percée du Canal de Givors
- 1785 : un lyonnais, nommé Claudius, construit une verrerie à Rive-de-Gier
- 1788 : les de Bolot s'associent aux de Neuvesel, originaires de Plancher-les- Mines, pour construite des fours à Givors
- 1788 : la production de charbon atteint 150 000 tonnes
- début du XIXe siècle, la Verrerie de Michel Robichon s'installe à Rive-de-Gier en rachetant plusieurs verreries
- 1810 : le canal de Saint-Quentin, entre l’Oise et l’Escaut, facilite l’arrivée de houille du Nord et d’outre-quiévrain à Paris
- 1812 : travaux cartographiques de Louis-Antoine Beaunier, sous-sol découpé en 64 concessions. Les mines emploient alors entre 300 et 400 hommes autour de Saint-Étienne, un peu plus du double sur l'ensemble du bassin
- 1815 : la production de charbon décolle, elle sera multipliée par 4 en 25 ans
- 1820 : l'activité dopée par la perte des départements belges et la Roer
- 1822 : projet fragile du canal latéral à la Loire entre Briare et Digoin, qui ignore Saint-Étienne et Roanne
- 1826 : les frères Richarme créent leur verrerie
- 1827 : ouverture de la Compagnie du chemin de fer de Saint-Étienne à Lyon, fini en 1834
- 1828 : cahier des charges de la Compagnie du chemin de fer d’Andrézieux à Roanne
- 1831 : la ville compte une trentaine de verreries, dont 12 consacrées à la fabrication de verre à vitres, qui emploie 1 200 personnes[36]
- 1831-1836 : hausse du prix du charbon, forte demande sur les concessions.
- 1836 : la production de charbon dépasse le million de tonnes
- 1837 : les compagnies de mine de Rive-de-Gier réunies dans la Compagnie générale des mines de Rive-de-Gier
- 1840 : le bassin forézien est le 1er de France: 2.400 mineurs, 86 puits, appartenant à 17 compagnies[27].
- 17 février 1840: 1re grève des mineurs
- 1844 : « coalition des mineurs de Rive-de-Gier »
- septembre 1845: formation d'un trust: la Compagnie des Mines de la Loire née de la fusion de la Compagnie Générale des Mines de la Loire et la nouvelle « Compagnie des Houillères de Saint-Étienne »
- 1851 : 33 % du charbon produit en France vient du bassin de la Loire contre 22 % dans le Nord[37]
- 1853 : toutes les verreries fusionnent en une Compagnie unique
- 1859 : les 2 bassins, Nord et Loire, sont à égalité avec 2 millions de tonnes[37]
- 1865 : François-Félix Verdié lance à Firminy la production du procédé des frères Martin pour le rail
- 1867 : Terrenoire, leader français du rail Bessemer, adopte à son tour le procédé des frères Martin
- 1867 : La Compagnie verrière décline tandis que certains dissidents progressent rapidement[36]
- 1876 : Pétrus Richarme ouvre ses usines de Rive-de-Gier, premiers fours à gaz de houille de la région
- 1873 : la production de charbon atteint 3,3 millions de tonnes[38],[39].
- 1880 : Déclin général de la production de charbon et de verre
- 1896 : une statistique des verreries de la Loire et du Rhône fait état de 5 450 salariés dans cinq verreries à bouteilles, 1450 dans quatre verreries à vitres, 1 500 dans dix usines de gobeleterie et topetterie[36]
- Entre-deux-guerres: la production atteint son apogée avec plus de 4 millions de tonnes[38],[39]

## Politique et administration

### Rattachements administratifs et électoraux
La commune se trouve  dans l'arrondissement de Saint-Étienne du département de la Loire. Pour l'élection des députés, elle fait partie depuis 1988 de la troisième circonscription de la Loire.
Elle était depuis 1793 le chef-lieu du canton de Rive-de-Gier. Dans le cadre du redécoupage cantonal de 2014 en France, ce canton, dont la commune est désormais le bureau centralisateur, est modifié, passant de 10 à 11 communes.

### Intercommunalité
Malgré les souhaits de Jean-Claude Charvin (DVD), maire de Rive-de-Gier de créer une communauté de communes centrée sur sa ville, la commune intègre en 2003 la communauté d'agglomération Saint-Étienne Métropole. Celle-ci se transforme le 1er janvier 2016 en communauté urbaine, puis, le 1er janvier 2018, en métropole sous le nom de Saint-Étienne Métropole, dont la commune est toujours membre.

### Tendances politiques et résultats
Les électeurs ripagériens ont voté dès le premier tour des élections municipales de 2008, à 54,28 % des suffrages exprimés, en faveur de la liste conduite par le maire sortant et conseiller général UMP Jean-Claude Charvin. La liste de gauche (PS) conduite par la conseillère régionale PS Christiane Farigoule a obtenu 20,07 % (démissionnaire depuis le 27/01/2011) des suffrages exprimés et la liste Gauche citoyenne et écologiste (PCF-Les verts-DVG) conduite par Jean Point 25,65 %. Le taux de participation était de 61,69 %.
Arrivée en tête au premier tour des municipales de 2020, la liste d'union de la gauche menée par Vincent Bony (PCF) et soutenue par EELV remporte l'élection au second tour avec 44,6 % des voix, face à la liste du maire sortant Jean-Claude Charvin (40,6 %) et la liste divers droite de Jean-Pierre Granata (14,8 %).

### Politique locale
En septembre 2017, Jean-Claude Charvin, maire depuis 1995, qui avait soutenu aux élections législatives la candidate LREM, annonce sa démission après les sénatoriales de 2017,, avant de se contredire et annoncer conserver son mandat.
Il tente de s'opposer en octobre 2017 à l'accueil dans sa commune de deux familles de réfugiés syriens, en indiquant « Ajouter de la misère à la misère, je ne sais plus faire » et invite l’État « à installer ces familles sur des territoires dont le niveau d’immigration est en dessous de la moyenne nationale ».

### Liste des maires
| Période      | Période   | Identité            | Étiquette         | Qualité |
| ------------ | --------- | ------------------- | ----------------- | --- |
| 1944         | 1946      | Claude Drivon       |                   | |
| 1946         | mai 1953  | Eugène Condamin     |                   | |
| mai 1953     | mars 1977 | Emile Hémain        | CNIP              | Directeur de la verrerie |
| mars 1977    | juin 1995 | André Géry          | PCF               | Conseiller général de Rive-de-Gier (1979 → 1985) Conseiller régional (1986 → 2004) |
| juin 1995    | 2020      | Jean-Claude Charvin | RPR puis UMP → LR | Vice-président du conseil général de la Loire ( ? → 2011) Conseiller général puis départemental de Rive-de-Gier (1985 → 2021) Vice-président de Saint-Étienne Métropole (2014 → 2020) Réélu pour le mandat 2014-2020, |
| juillet 2020 | En cours  | Vincent Bony        | PCF               | Vice-Président de Saint-Etienne Métropole, Président du SIPG (Syndicat intercommunal du Pays du Gier) |

## Population et société

### Démographie
L'évolution du nombre d'habitants est connue à travers les recensements de la population effectués dans la commune depuis 1793. Pour les communes de plus de 10 000 habitants les recensements ont lieu chaque année à la suite d'une enquête par sondage auprès d'un échantillon d'adresses représentant 8 % de leurs logements, contrairement aux autres communes qui ont un recensement réel tous les cinq ans,.

En 2022, la commune comptait 15 457 habitants, en évolution de +1,99 % par rapport à 2016 (Loire : +1,32 %, France hors Mayotte : +2,11 %).
| 1793  | 1800  | 1806  | 1821  | 1831  | 1836  | 1841   | 1846   | 1851   |
| ----- | ----- | ----- | ----- | ----- | ----- | ------ | ------ | ------ |
| 3 226 | 4 263 | 5 300 | 6 456 | 9 706 | 9 567 | 11 543 | 11 911 | 13 186 |

| 1856   | 1861   | 1866   | 1872   | 1876   | 1881   | 1886   | 1891   | 1896   |
| ------ | ------ | ------ | ------ | ------ | ------ | ------ | ------ | ------ |
| 14 720 | 14 202 | 14 381 | 13 946 | 15 004 | 16 816 | 14 304 | 13 134 | 13 803 |

| 1901   | 1906   | 1911   | 1921   | 1926   | 1931   | 1936   | 1946   | 1954   |
| ------ | ------ | ------ | ------ | ------ | ------ | ------ | ------ | ------ |
| 16 087 | 15 567 | 15 663 | 15 336 | 14 886 | 14 707 | 14 483 | 13 931 | 15 118 |

| 1962   | 1968   | 1975   | 1982   | 1990   | 1999   | 2006   | 2011   | 2016   |
| ------ | ------ | ------ | ------ | ------ | ------ | ------ | ------ | ------ |
| 16 565 | 16 855 | 17 706 | 15 806 | 15 623 | 14 383 | 14 678 | 14 709 | 15 156 |

| 2021   | 2022   | - | - | - | - | - | - | - |
| ------ | ------ | - | - | - | - | - | - | - |
| 15 214 | 15 457 | - | - | - | - | - | - | - |

À des fins de statistiques, l'Insee rattache Rive-de-Gier à l'unité urbaine et à l'aire urbaine de Saint-Étienne.

### Enseignement
Les établissements éducatifs de la commune relèvent de l'académie de Lyon, circonscriptions de la Loire.
La ville administre une école maternelle et une école élémentaire communales.
Les Ripagériens disposent également de deux écoles privées et d'un collège privé. Le département gère deux collèges et la région un lycée général et technologique et deux lycées professionnels.
Voici ci-dessous la liste des principaux établissements scolaires de la commune :

#### Établissements spécialisés
- Chaque mardi et vendredi matin, l'un des marchés des plus importants du sud de la Loire se déroule sur la grande place, la place de la Libération. Ce marché attire près de 200 commerçants, ce qui permet de la classer au second rang des marchés de la Loire, aussi bien en termes de diversité que de qualité. Il s'agit également du premier marché du département à s'être engagé dans une démarche « marché propre ». En effet, les commerçants des marchés doivent ramener l'ensemble de leurs déchets à la fin de chaque marché,
- Chaque samedi matin, un marché de producteurs et d'artisans de bouche se déroule sur cette même place, dans le prolongement de la rue du Canal.

### Manifestations culturelles et festivités

#### Équipements socio-culturels
- Cinéma Chaplin, situé rue Jules-Guesdes, peut se prévaloir d'une salle classée art et essai et d'une programmation mensuelle thématique intitulée les rencontres du jeudi, envisagée sous l'angle de l'information et de la participation au débat public ;
- Médiathèque Louis-Aragon, située près de l'ancien bassin du canal, a été en partie détruite lors de la crue du 2 novembre 2008 ;
- L'Imprimerie : c'est un café-théâtre installé dans un ancien atelier d'imprimerie ;
- Les centres sociaux Armand-Lanoux et Henri-Matisse ;
- Le théâtre Couzon ;
- La salle de spectacle Jean-Dasté ;
- L'école de musique Vincent-d'Indy, classée « Conservatoire à Rayonnement Communal », fut créée en 1969. Elle est située 18 rue Claude-Drivon ;
- Le Festival de musique de jazz Rhino Jazz s'est déroulé à Rive-de-Gier de sa création en 1979 jusqu'en 2008, avant son déplacement à Saint-Chamond en 2009 ;
- Le Festival de bande dessinée BD'ART a tenu sa 10e édition en décembre 2008 ;
- Le Salon d'Automne de peinture et sculpture des Arts Ripageriens ;
- Le Festival de théâtre « Les CO Errantes » se déroule chaque année pendant une semaine à Saint-Chamond, L'Horme et Rive-de-Gier. Il est organisé par l'association Coécie Théâtre et Musique.

### Santé
- Hôpital Marrel qui fait partie du centre hospitalier du pays du Gier (avec Saint-Chamond). Ce fut un hôpital général jusqu'à la fin des années 1990, toutes ces compétences ont été basculées à Saint-Chamond. Aujourd'hui il est un centre de rééducation pour les accidentés de la route, des personnes à la suite d'AVC…
- Établissement d'accueil pour les personnes âgées dépendantes L'Orée du Pilat.

### Sports

#### Infrastructures

##### Clubs
Les clubs sportifs sont organisés en associations
- Le basket-ball : Le BCR - Basket Club de Rive de Gier[61] est une équipe de basket masculine qui évoluera en Championnat de France N3 lors de la saison 2011/2012.
- Le handball : Le HVG (Hand des Vallées du Gier) est un club qui regroupe actuellement trois communes : Genilac, Saint-Martin-la-Plaine et Rive de Gier.
- Le rugby à XV : le Rugby club Pays du Gier[62] est une équipe de rugby féminin qui participe au Championnat de France féminin de rugby à XV de 1re division fédérale.
- Le football : L'Athlétique Club Rive de Gier[63]
- Le volley-ball.
- La gymnastique : L'Espérance et L'Élan Sportif de Rive de Gier.
- La boxe anglaise et le kickboxing : le Boxing club de Rive-de-Gier, qui organise aussi la « Nuit du Fight » accueillant des milliers de visiteurs au gymnase Jacques Anquetil[réf. nécessaire]

### Médias
En 2012, la commune de Rive-de-Gier a été récompensée par le label « Ville Internet @@@ », résultat confirmé en 2014.

### Cultes
- Le culte catholique dispose de deux églises paroissiales. Rive-de-Gier relève de la paroisse de Sainte-Marie-Madeleine en Gier[65], qui est une subdivision du diocèse de Saint-Étienne, lequel relève de la Province ecclésiastique de Lyon. Cette paroisse regroupe 10 communes et 15 clochers.
- L'Église évangélique du Gier possède un lieu de culte dans la ville[66].
- L'Association cultuelle des Témoins de Jéhovah de Rive-de-Gier dispose d'un lieu de culte appelé « salle du royaume », situé rue Hélène Boucher, dans le centre-ville[réf. souhaitée].
- Le culte musulman est organisé par l'Association cultuelle et socio-culturelle musulmane, dans une mosquée située dans le quartier du Grand-Pont.

## Économie
Comme dans beaucoup des communautés avoisinantes, les services aux particuliers sont surreprésentés.

### Revenus de la population et fiscalité
La médiane du revenu de la commune est de 18 780 euros
Le taux de pauvreté en 2020, est de 23 %.

### Emploi
En 2020, le taux de chômage de la commune est de 18,4 % de la population active. Chez les jeunes de 15 à 24 ans le taux de chômage est alors de 35,4 %. Parmi les actifs disposant d'un travail 84,6 % sont des salariés.

### Voies de communication et transports

#### Transport ferroviaire
Il existe une gare SNCF à Rive-de-Gier. C'est d’ailleurs sur la ligne Rive-de-Gier/Givors que roulèrent les premières locomotives françaises.
La gare est desservie par les lignes 9/10 TER Auvergne-Rhône-Alpes.
- La ligne 9 dessert la gare, et la relie à Lyon-Perrache, Saint-Étienne-Châteaucreux et Firminy à raison d’un train toutes les 30 minutes en heures de pointe, en semaine.
- La ligne 10 de ce même réseau dessert également la gare à raison d’un train toutes les 30 minutes en semaine. La ligne relie la gare de Saint-Étienne-Châteaucreux à la gare de Lyon-Part-Dieu. La plupart des services continuent jusqu’à Ambérieu-en-Bugey.

Au total, la gare voit passer 54 à 55 trains par sens, selon le sens.

#### Transports en commun
La commune est desservie par le réseau de Saint-Étienne Métropole (STAS) par plusieurs lignes de bus.
- La ligne M5 circule tous les jours, en semaine de 5 h à 21 h avec une fréquence de 8 minutes en heures de pointe et 12 minutes en heures creuses. Elle part de la Place Chipier à Rive-de-Gier et dessert le centre-ville ripagérien ainsi que le quartier du Grand Pont, Lorette, La Grand-Croix, L'Horme, Saint-Chamond et Saint-Étienne. Elle fait son terminus à Square Violette dans le centre de cette dernière en correspondances avec les lignes T2 et T3 du tramway de Saint-Étienne.
- La ligne 46 permet de relier la Gare Routière à Saint-Joseph.
- La ligne 47 permet de relier Genilac et Saint-Martin-la-Plaine au centre de la commune.
- La ligne 57 permet de relier le centre de la commune au quartier de La Madeleine, à celui des Mariannes ou encore à Farnay.
- La ligne 103 permet de relier les établissements scolaires de la ville et le centre de la commune à Dargoire et Tartaras.
- La ligne 104 (Transport à la demande) permet de relier la ville à Saint-Romain-en-Jarez.
- La ligne 105 permet de relier les établissements scolaires de la ville et le centre de la commune au centre de Châteauneuf.
- La ligne 106 (Transport à la demande) permet de relier la ville à Châteauneuf (Le Bajard).

Rive-de-Gier est aussi reliée à Lyon par le réseau Les cars du Rhône avec la ligne 145 entre Rive-de-Gier et la Gare d'Oullins en 1h20 environ. Cette ligne dessert Chabanière, Mornant, Taluyers, Orliénas, Brignais, Saint-Genis-Laval et Oullins.
La ligne Fréquence 742 de ce même réseau relie, en période scolaire, Mornant et Rive-de-Gier en heures de pointe.

## Jumelages
Depuis 2010, Rive de Gier est jumelée avec l’Union des Communes Platani-Quisquina-Magazzolo, une communauté de cinq communes siciliennes, d’où sont originaires de nombreuses familles ripagériennes : Cianciana, Bivona, San Biagio Platani, Alessandria Della Rocca et Santo Stefano Quisquina.

## Culture locale et patrimoine

### Lieux et monuments

#### Édifices publics et lieux remarquables
Rive-de-Gier est caractéristique de ces villes industrielles du XIXe siècle. Les infrastructures témoignent encore de l'essor que la ville a pu avoir au XIXe siècle. Malgré une modernisation de la ville, il subsiste des infrastructures à vocation patrimoniale notamment minière et industrielle.
La construction d'une vingtaine de ponts sur le Gier et le canal a permis la liaison des deux rives de la ville. Une partie a aujourd'hui disparu. Certains sont recouverts mais d'autres sont encore visibles.

Le patrimoine religieux est important dans la ville puisqu'on y est retrouve deux églises, chacune sur une rive. L’église de Notre Dame est inscrite à l'inventaire des monuments historiques et connue pour ses fresques remarquables.

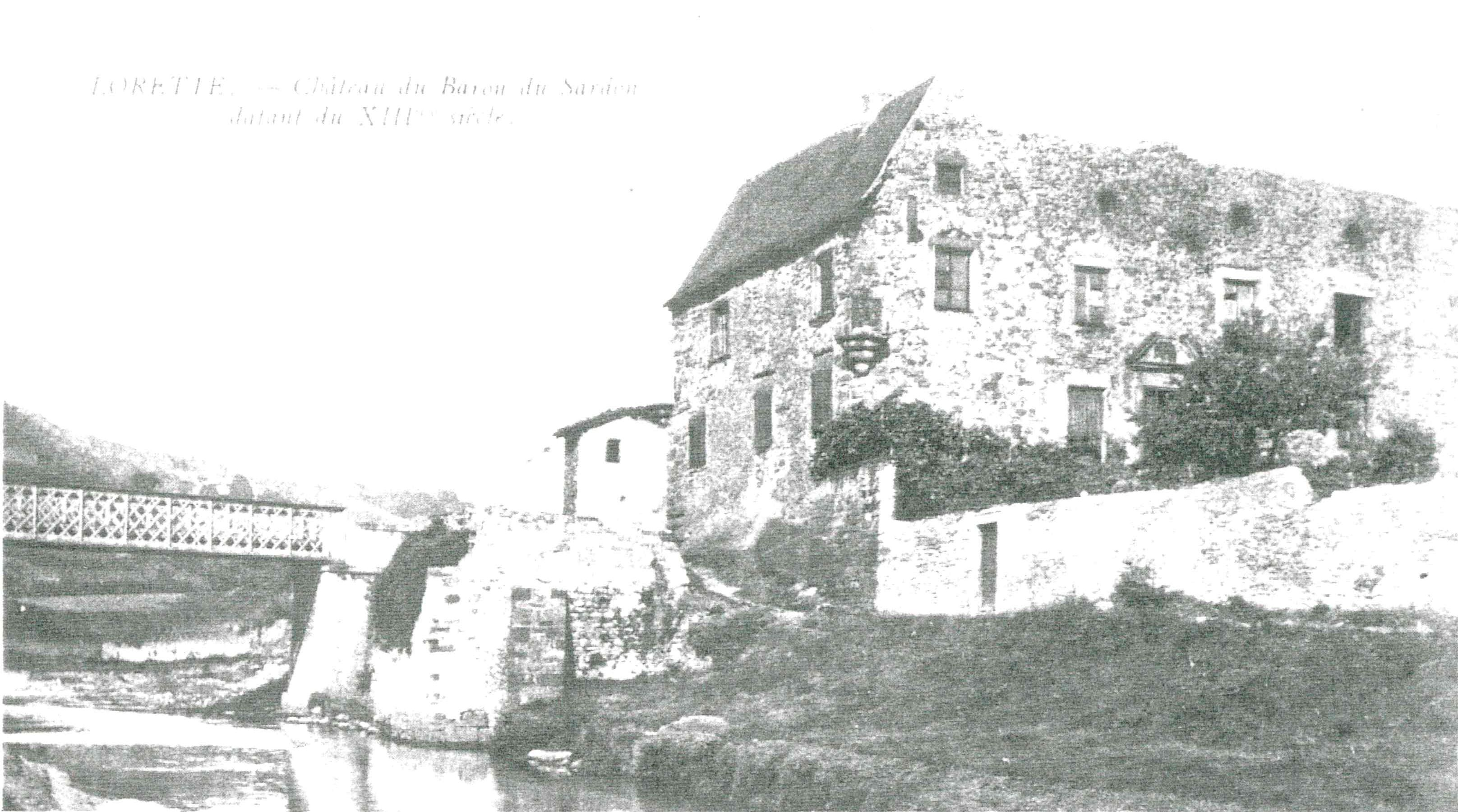
Pont du Sardon.
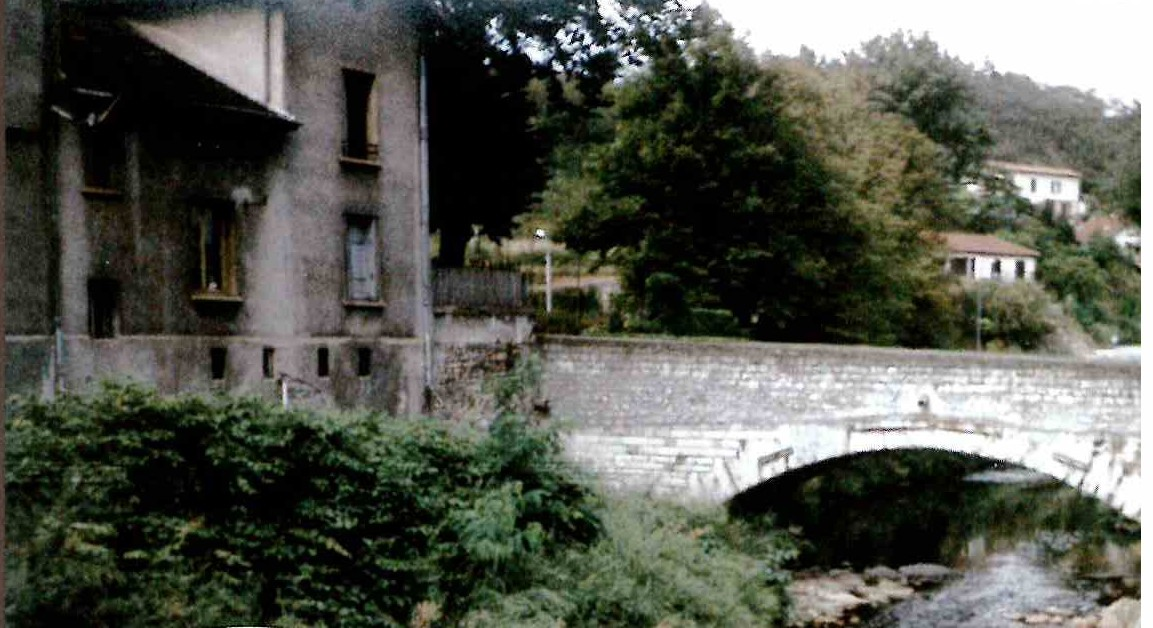
Pont du Gourd Marin.
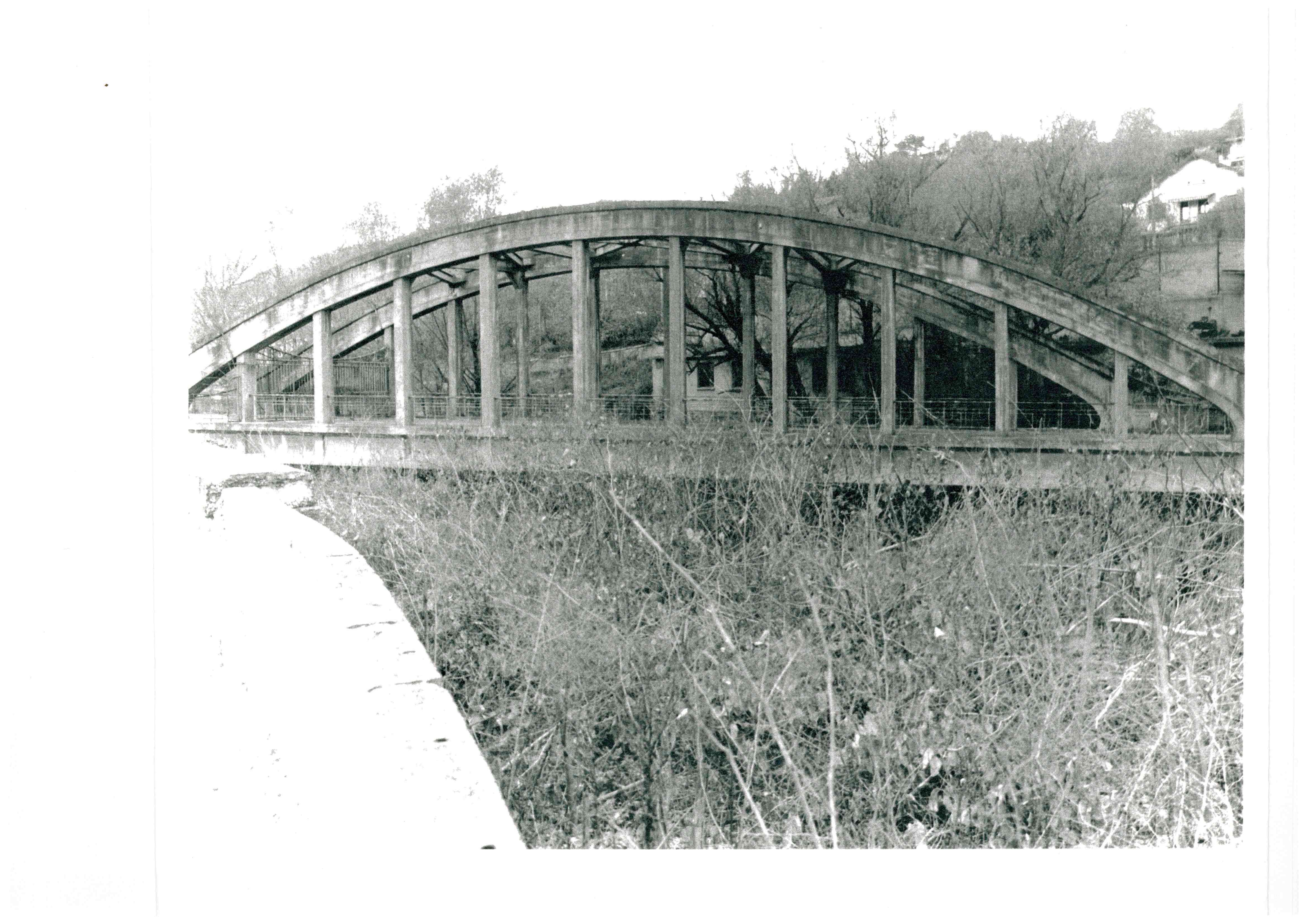
Pont Brunon-Valette (S.S.F.R).
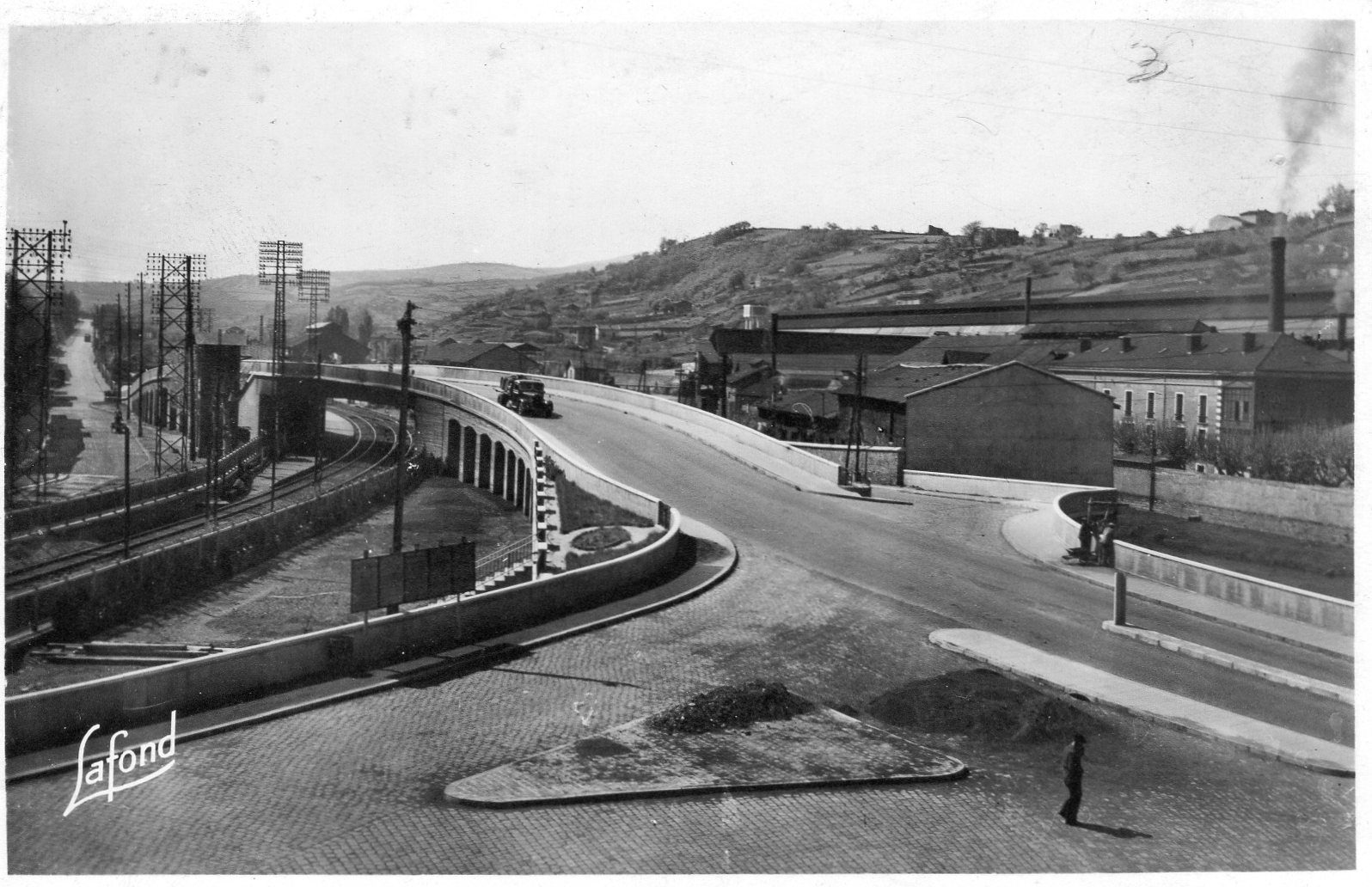
Pont Pierre Semard.
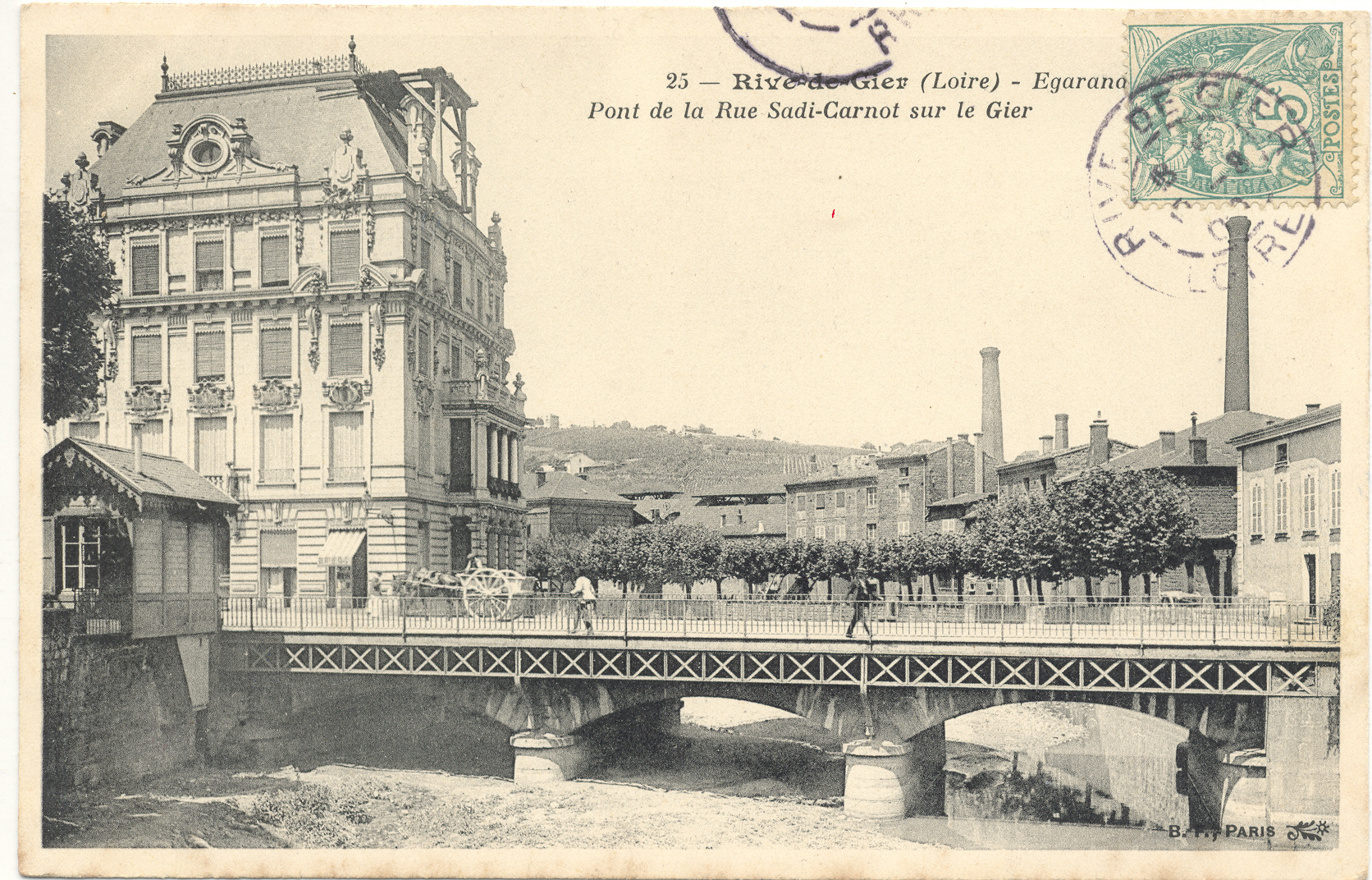
Pont d'Egarande.
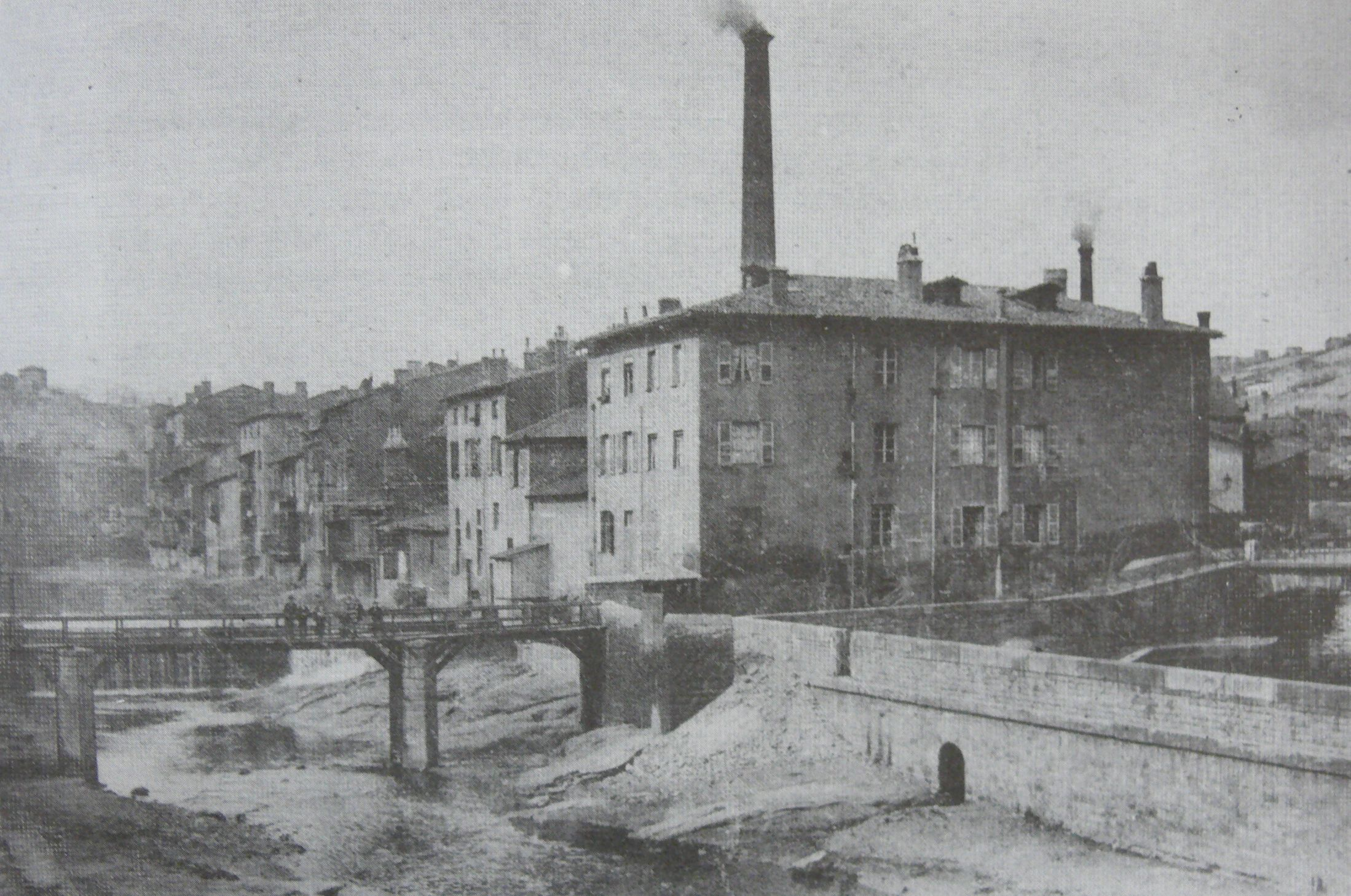
Passerelle des Gendarmes.
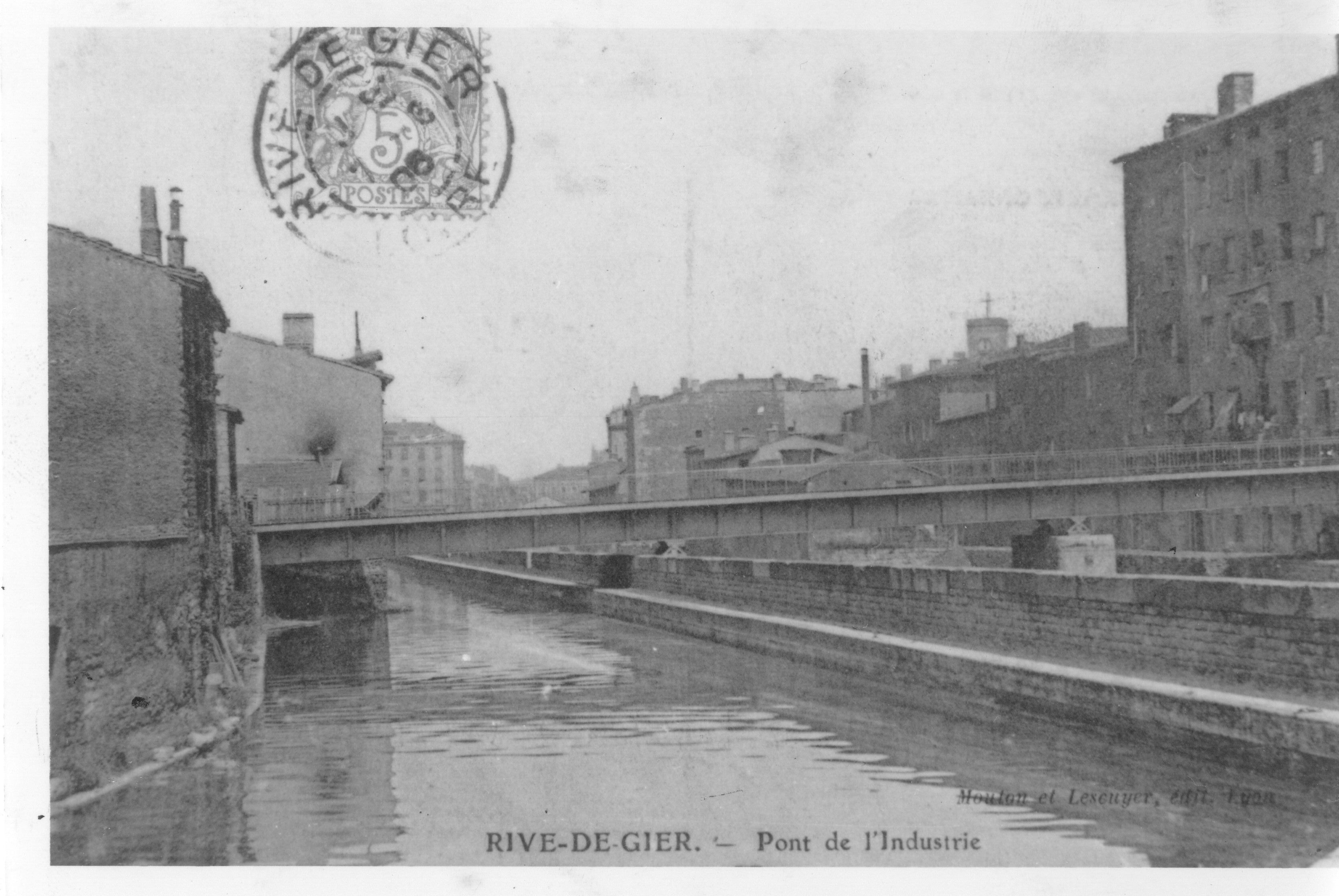
Pont Voltaire.
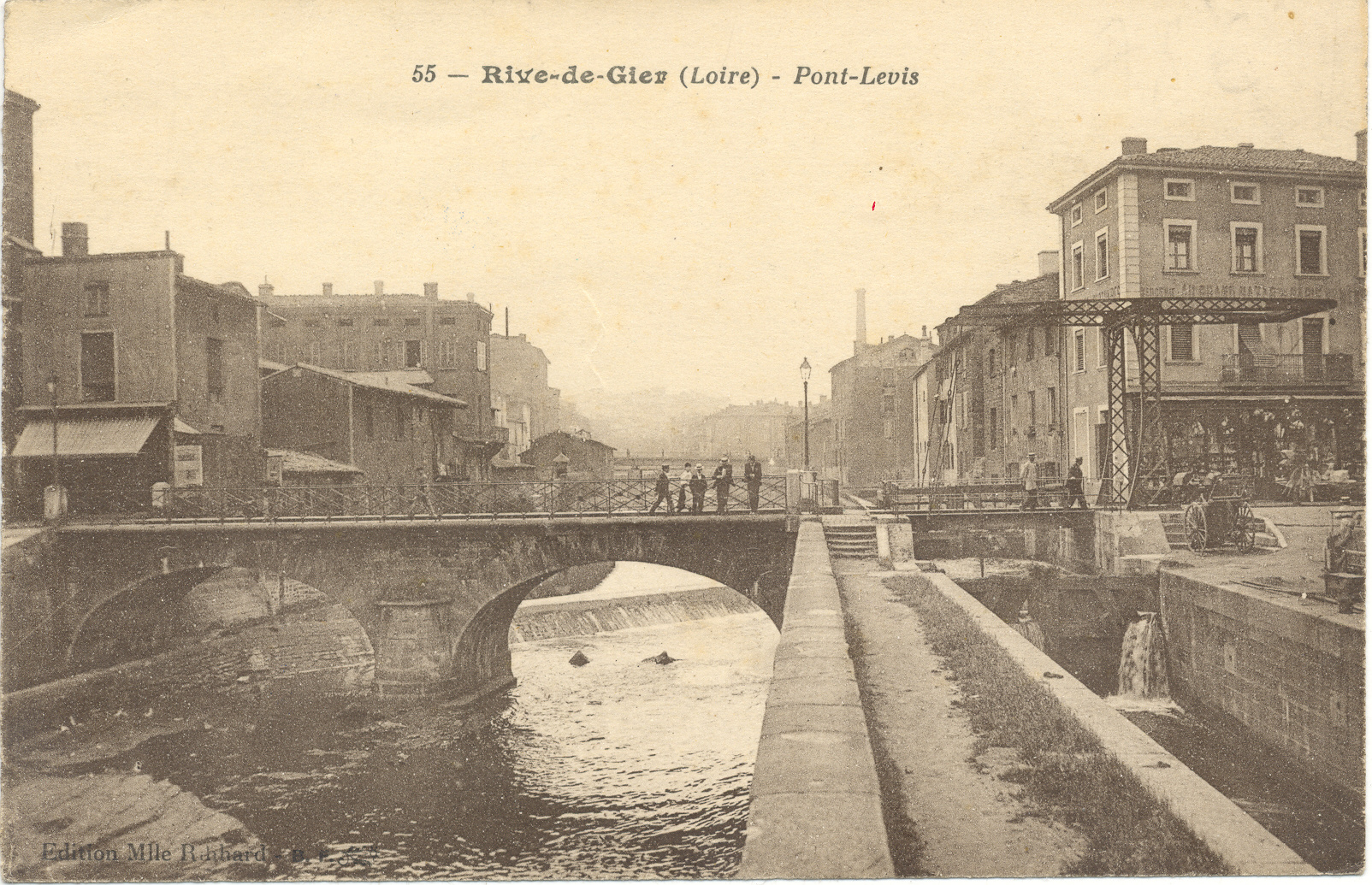
Pont du Gier & Pont Levis.
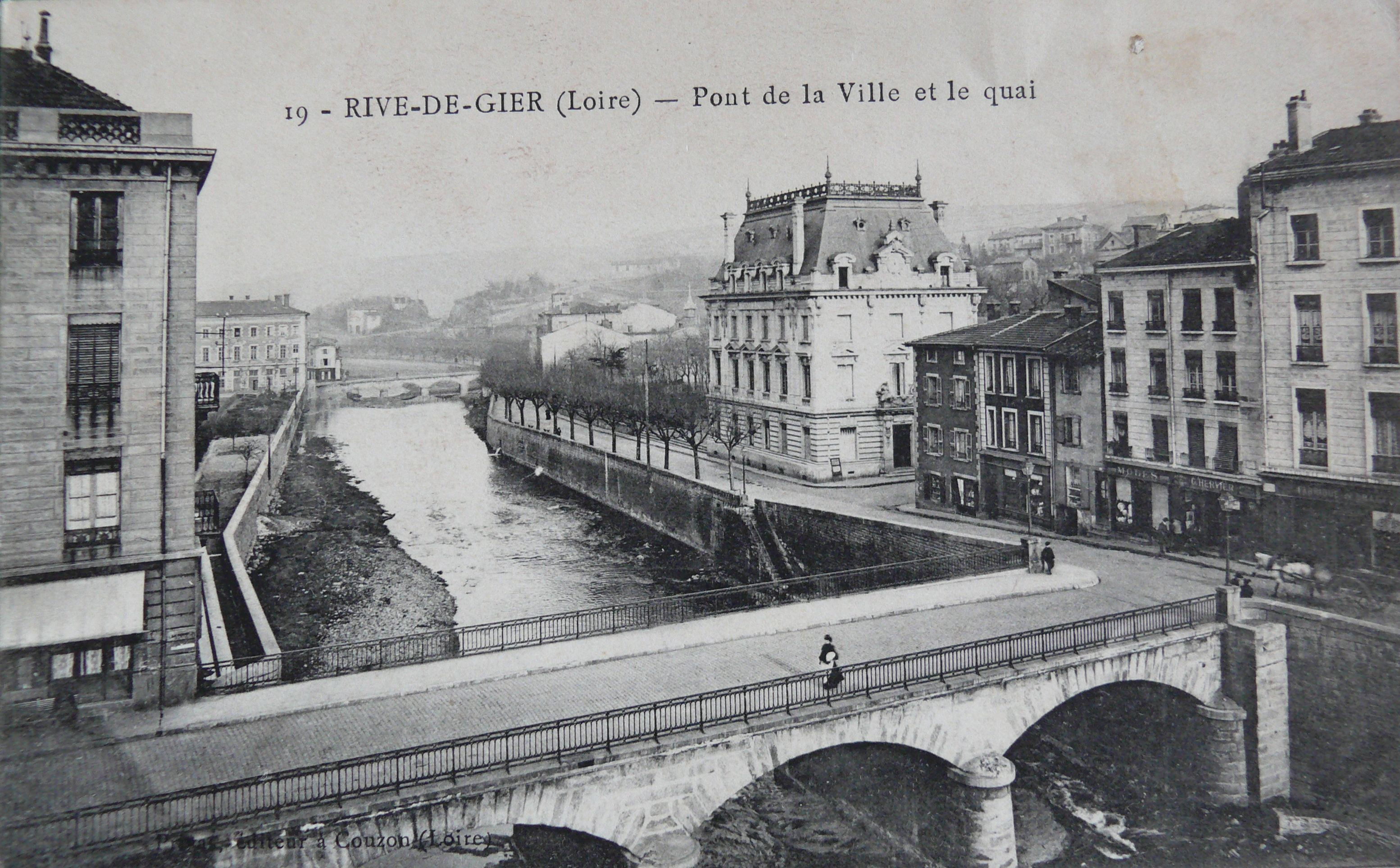
Pont Lamartine.
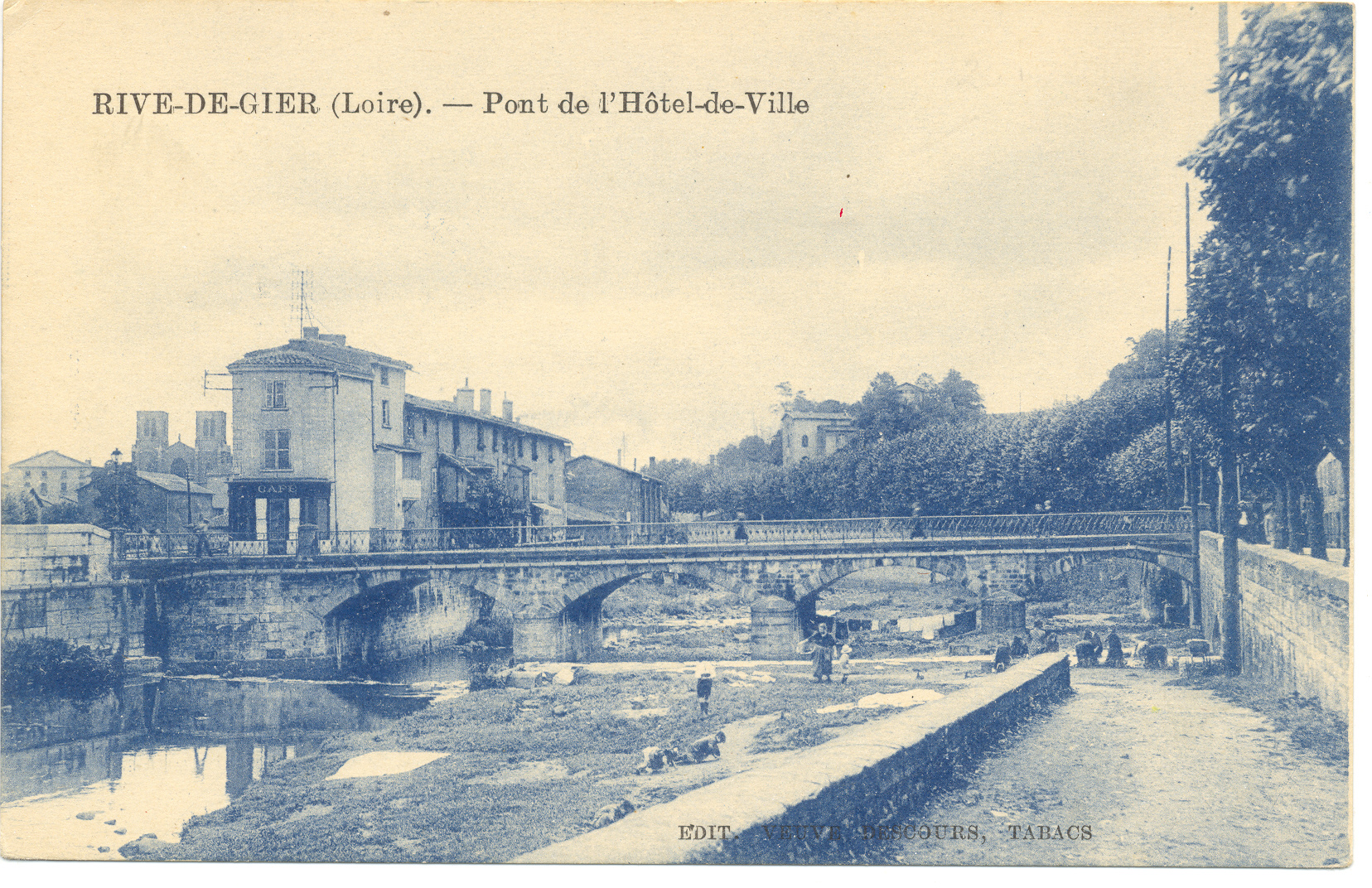
Pont de l'Hôtel de Ville.
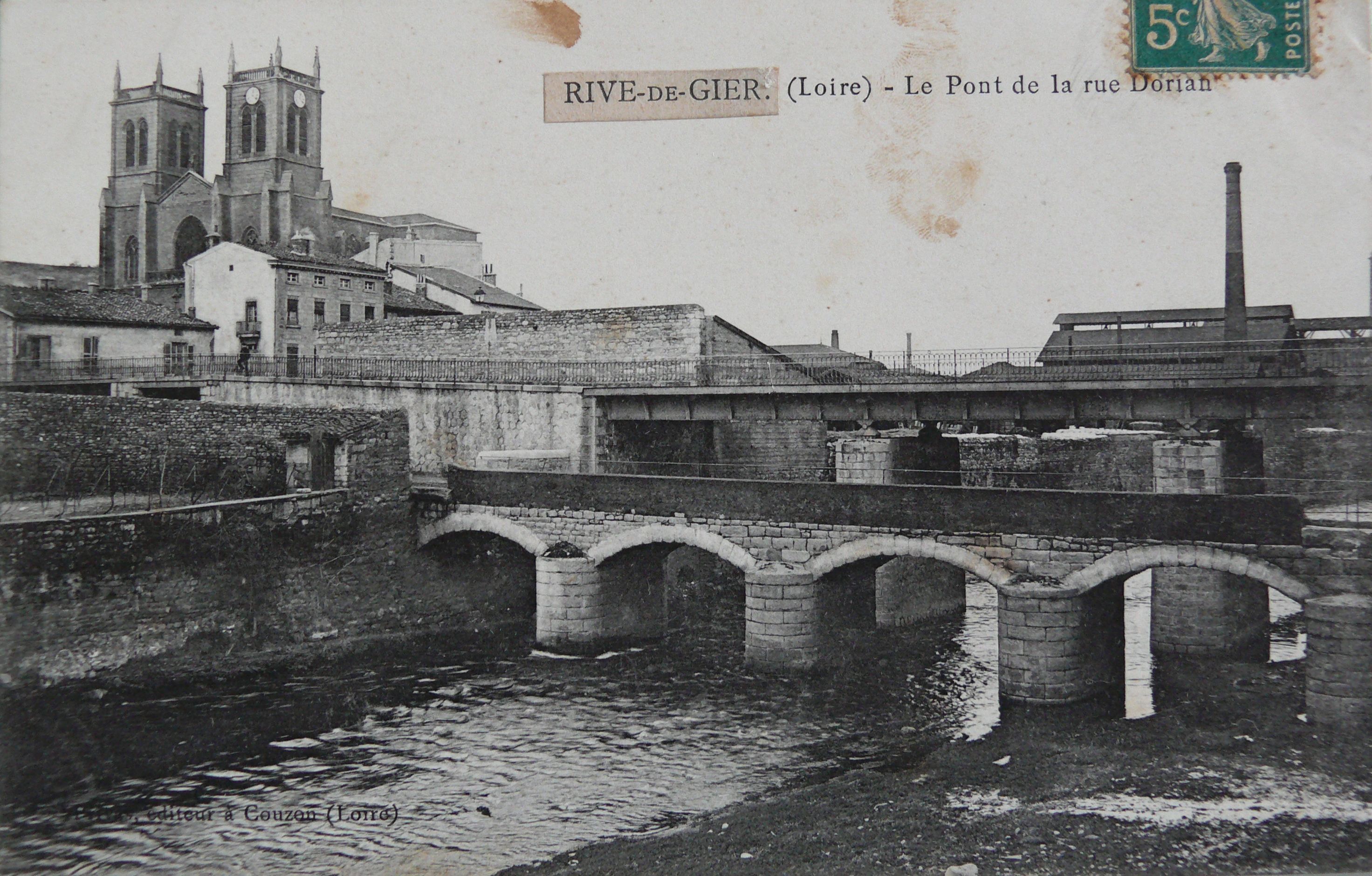
Pont Dorian.
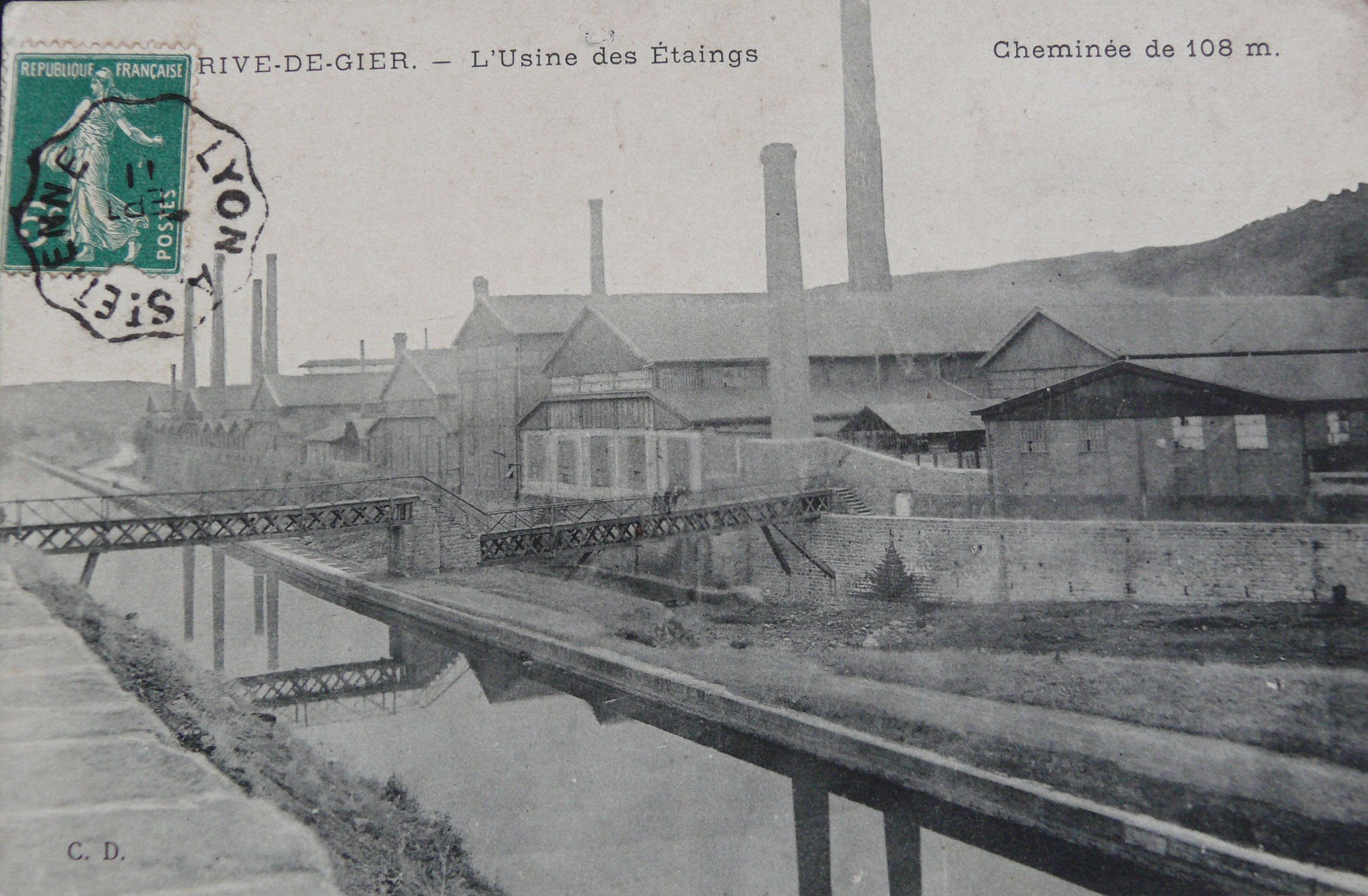
Passerelle des Étaings.

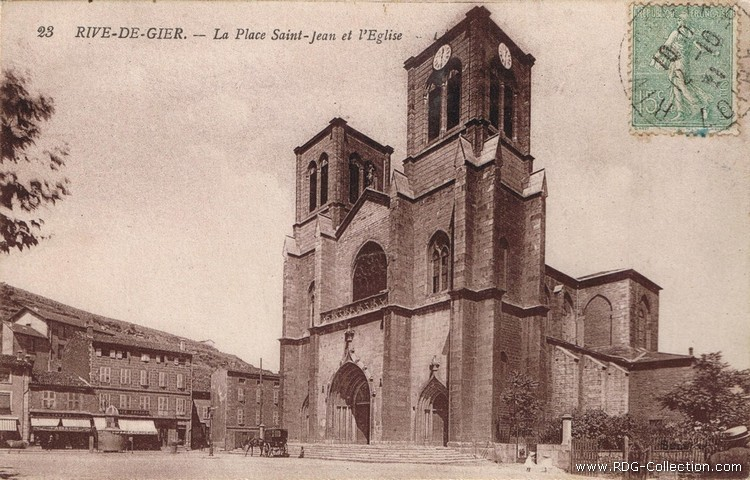
Église Saint-Jean.
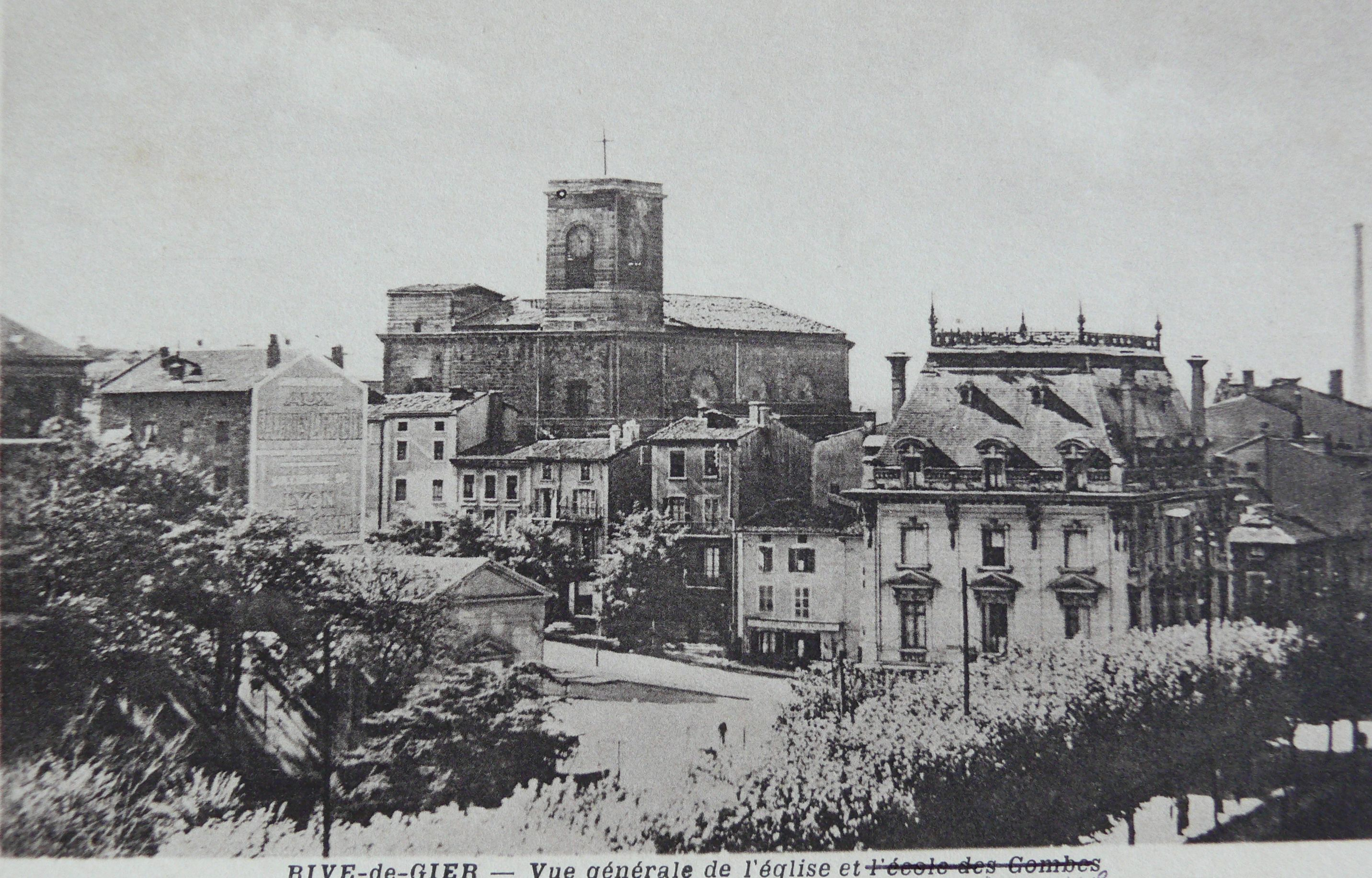
Église Notre-Dame.
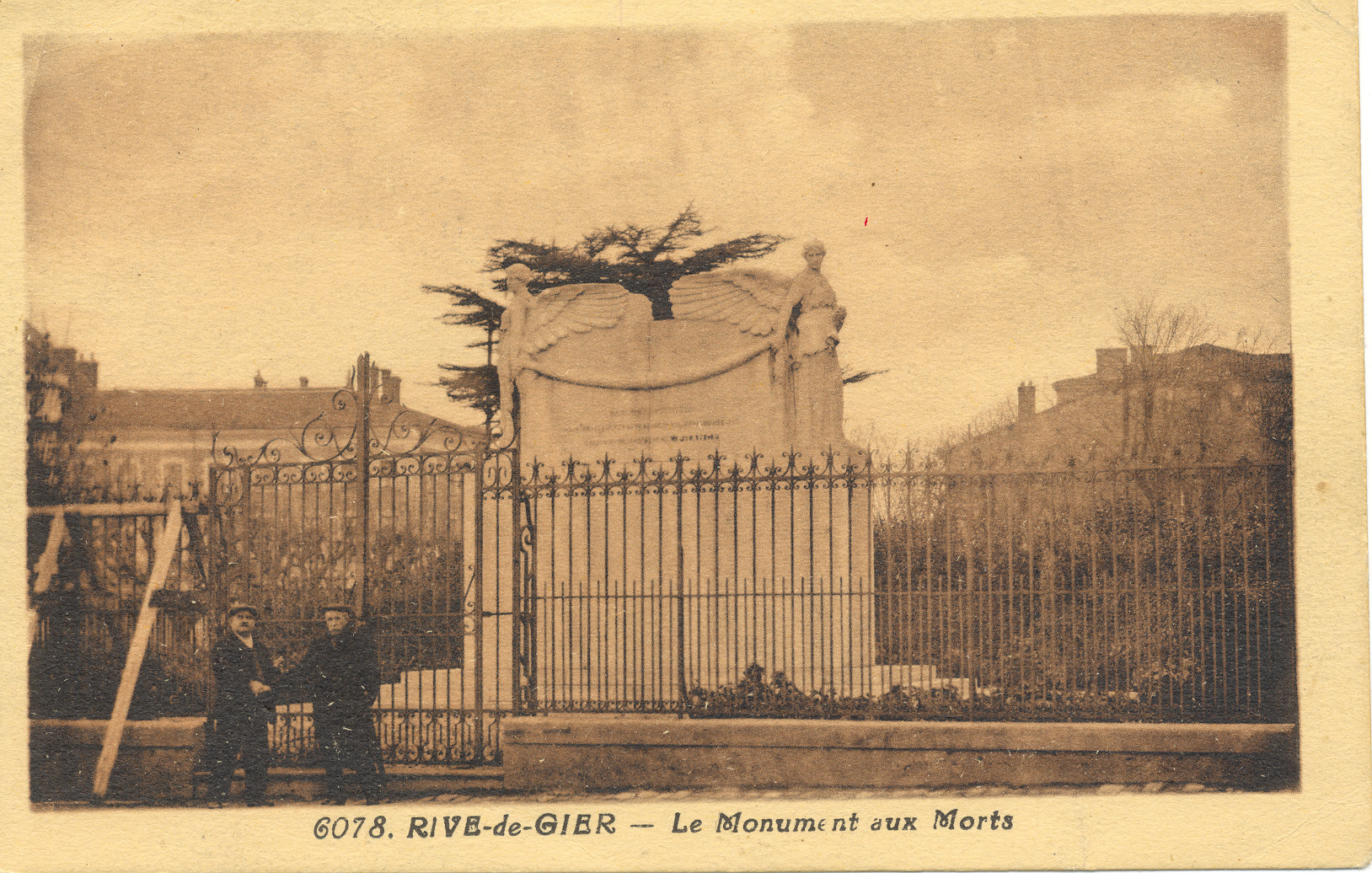
Monument aux morts.
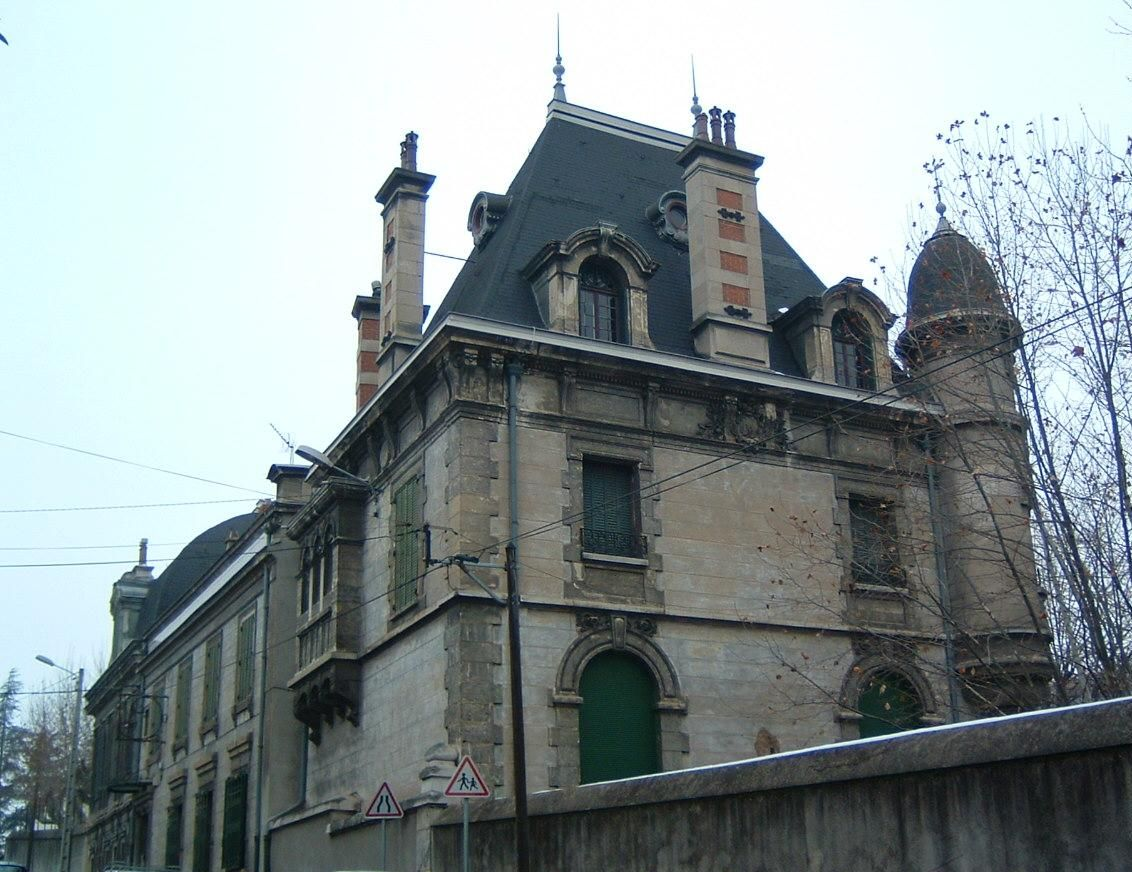
Château du Mouillon.
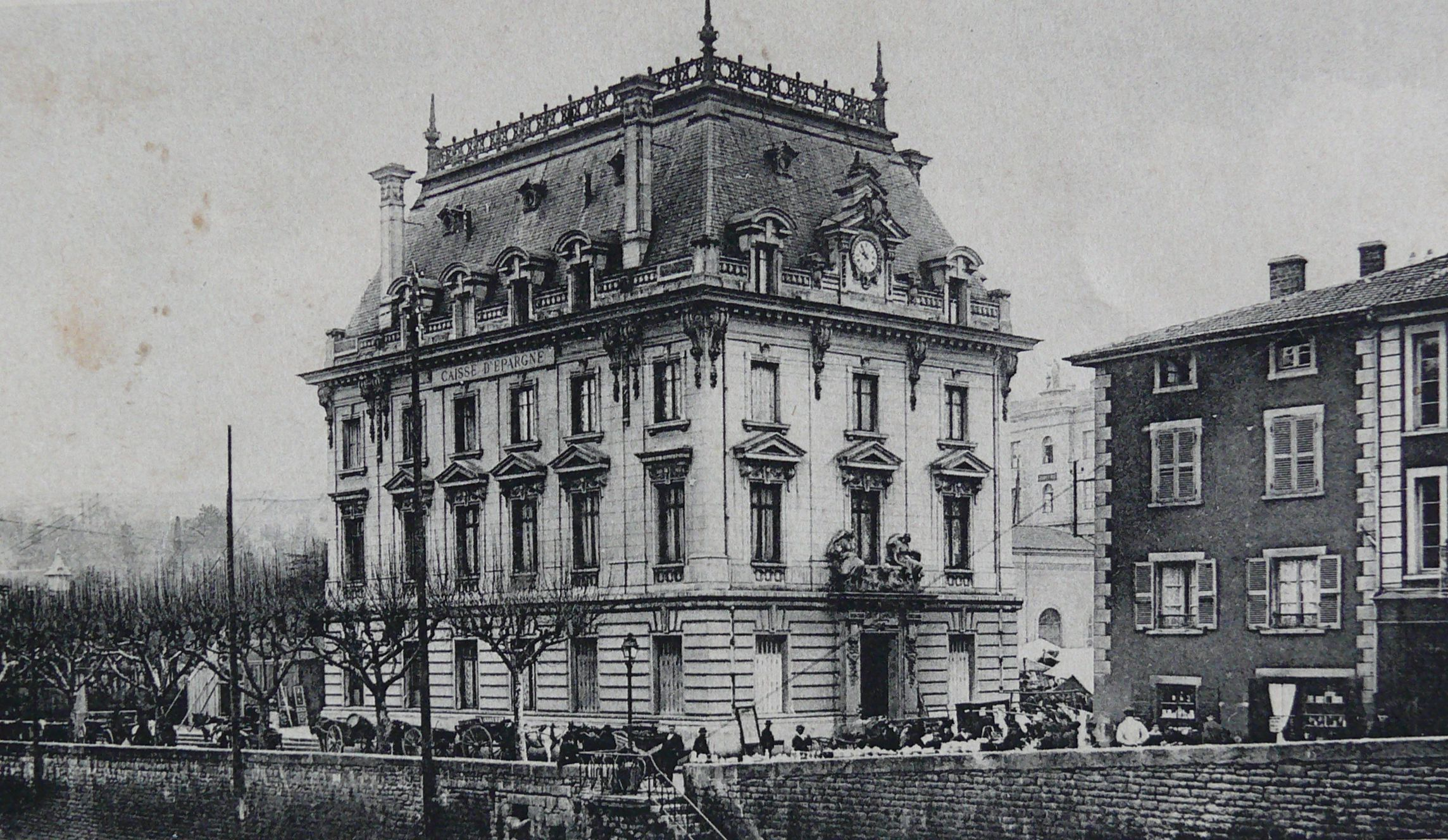
Caisse d'Épargne.
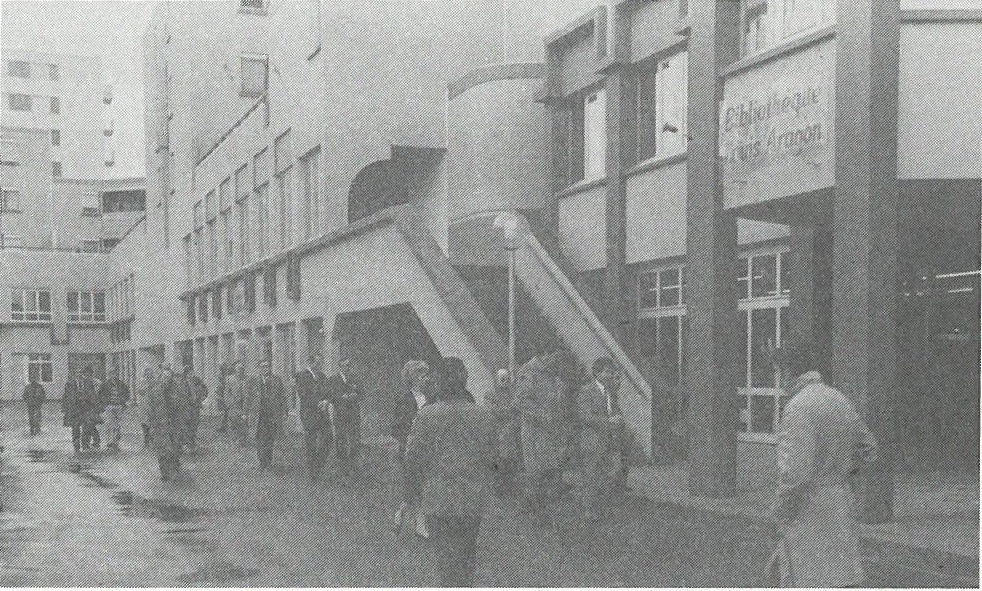
Bibliothèque Louis Aragon.
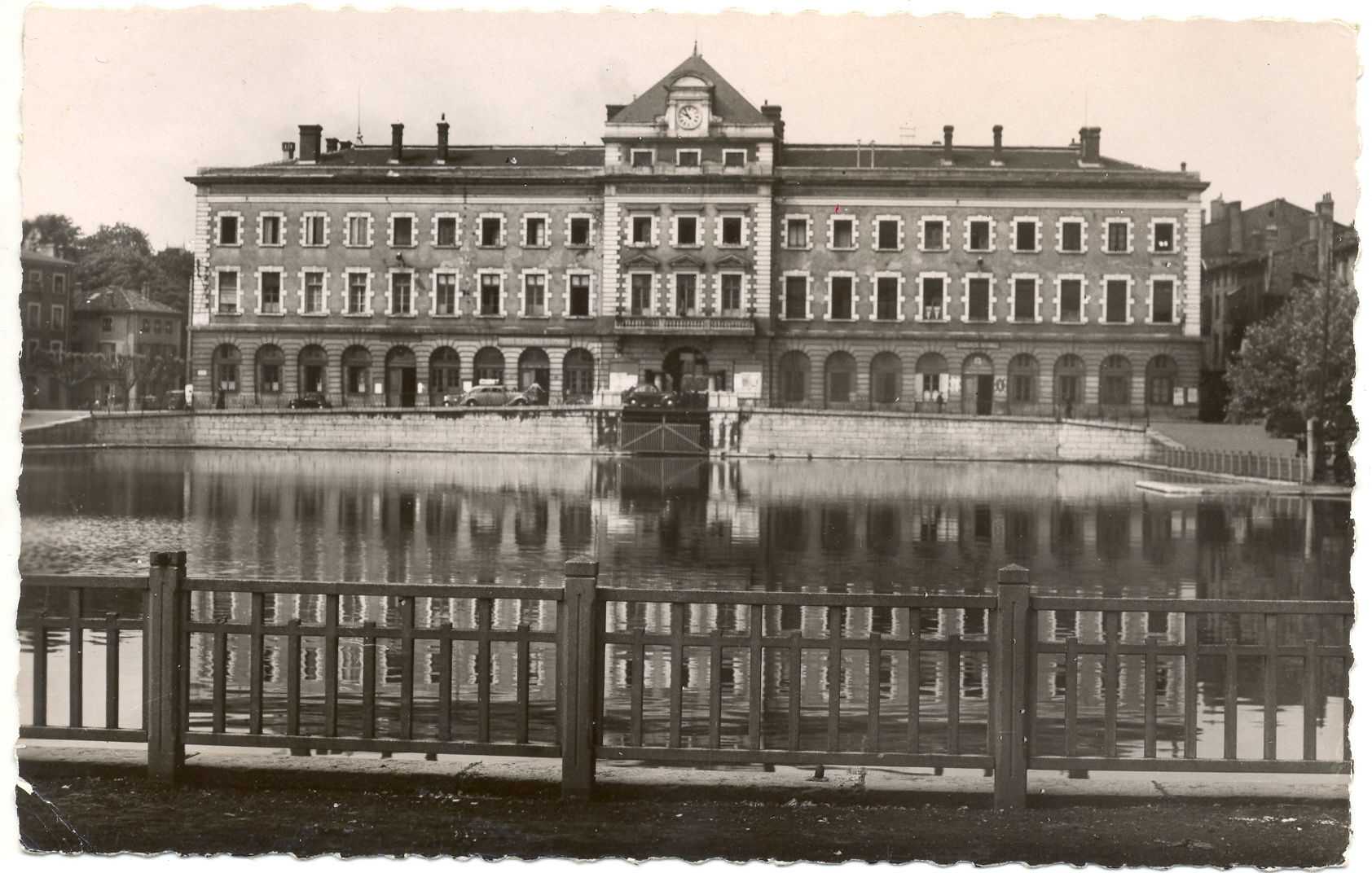
Hôtel de Ville.
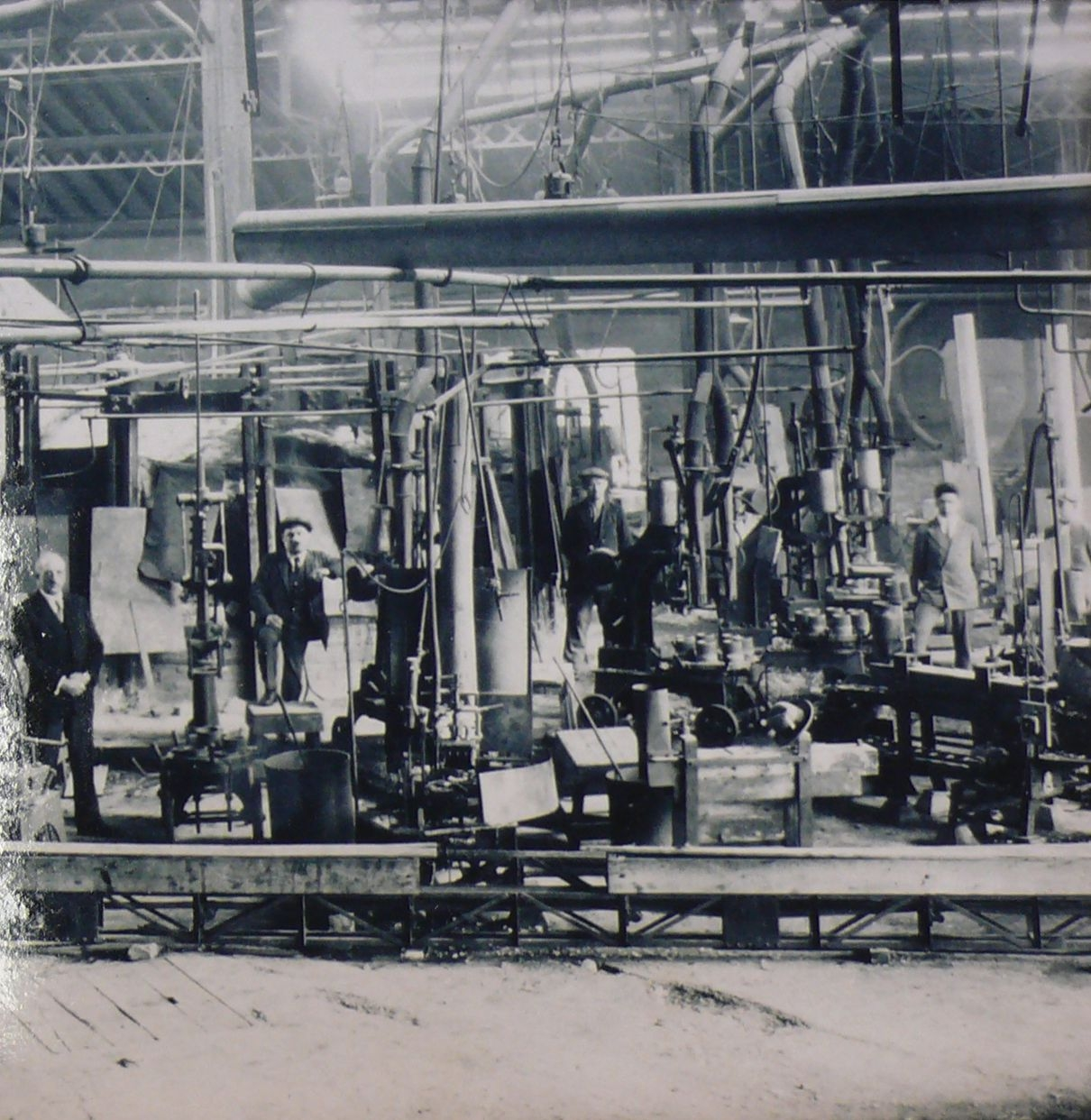
Verrerie Hémain.
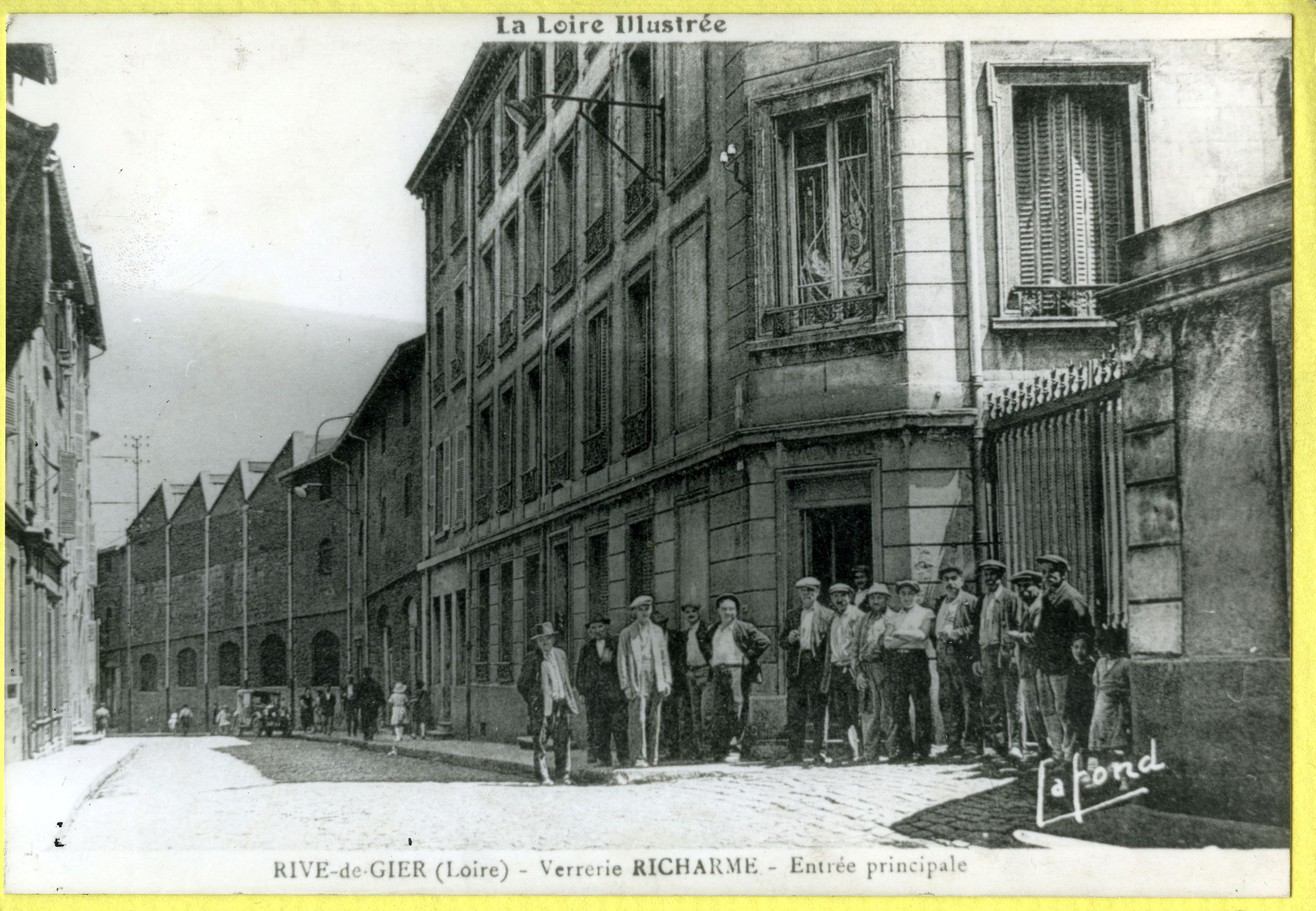
Verreries Richarme.
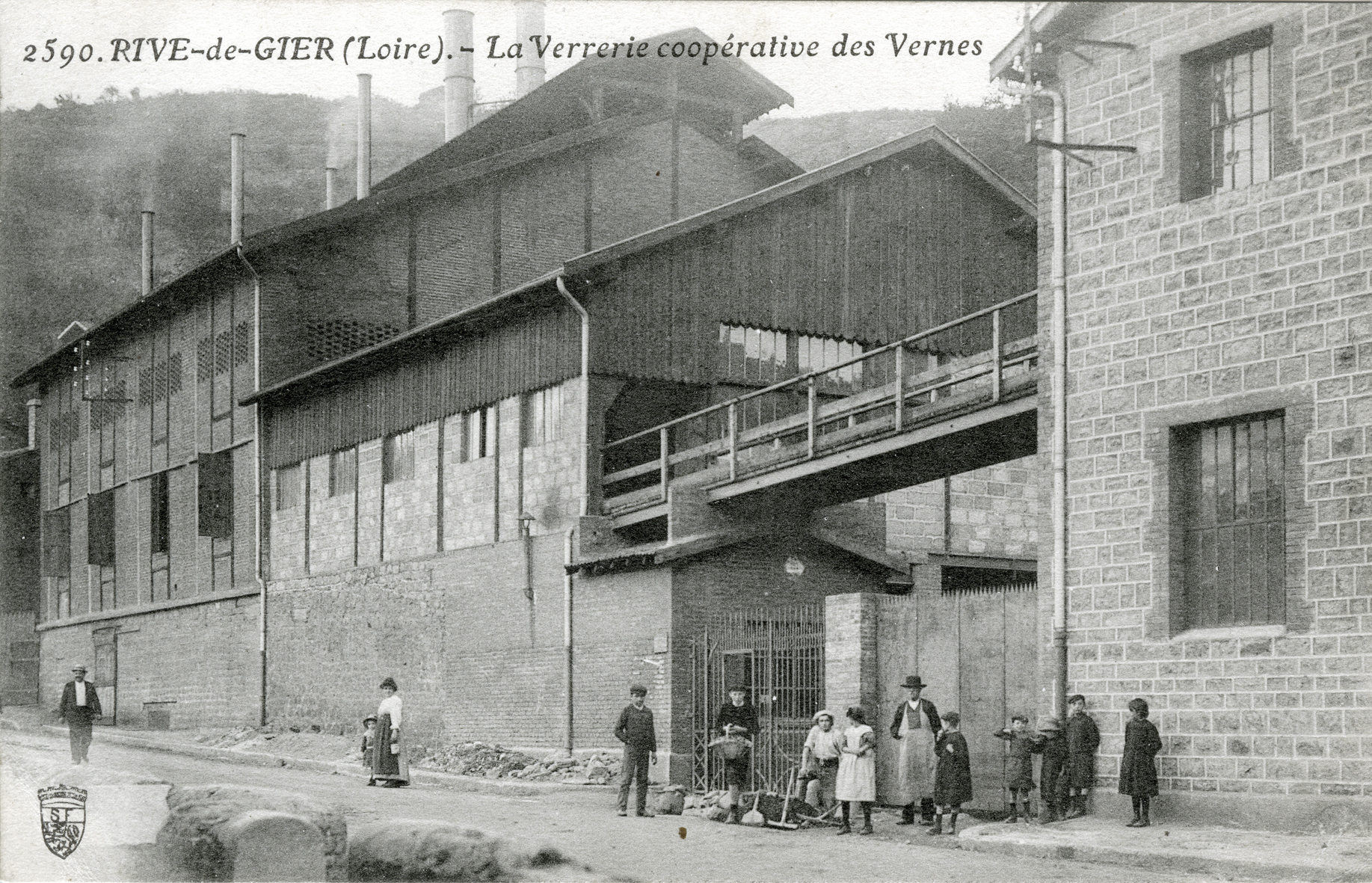
Verrerie des Vernes.
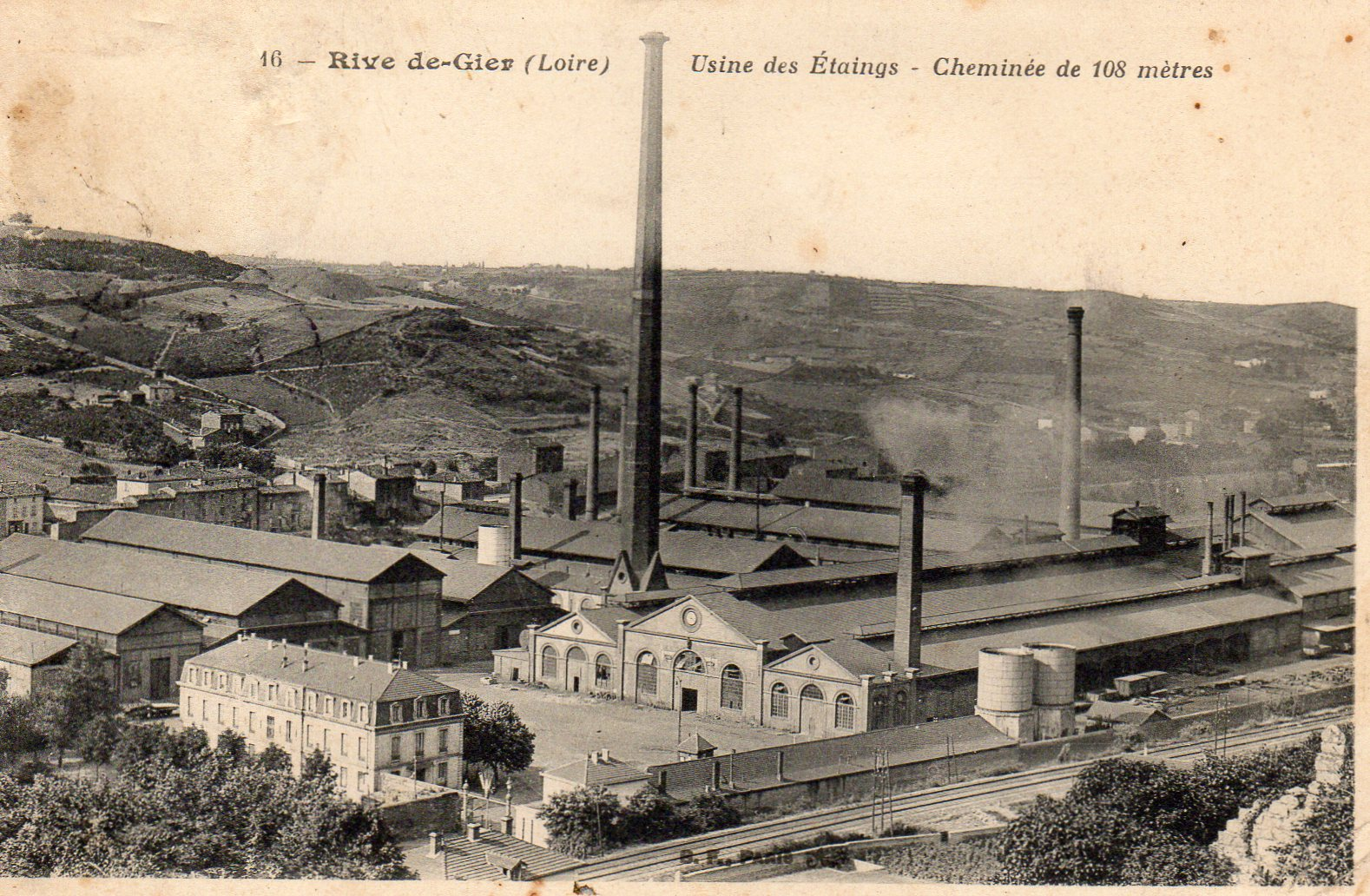
Cheminée des Étaings.

#### Patrimoine industriel et minier
- La statue de saint Éloi : elle représente Éloi de Noyon, patron des orfèvres et des forgerons devant l'entrée principale de la première usine de l'entreprise Marrel frères
- Le canal de Rive-de-Gier à Givors : L'hôtel de ville est installé dans l'ancien hôtel de la Compagnie du Canal il est classé à l'inventaire des monuments historiques par arrêté du (arrêté du 24 juillet 1995). Le canal devait primitivement relier le Rhône à la Loire mais seule la section Givors - Rive-de-Gier a été achevée et exploitée.
- L'ancien tunnel de Couzon : percé lors de la construction de la ligne Saint-Étienne- Lyon, c'est le premier tunnel ferroviaire d'europe continental[71]. Il a été construit par les frères Seguin entre 1826 et 1832. Désaffecté en 1858 Il est classé à l'inventaire des monuments historiques par arrêté du 2 mai 1995. Sa tête d'amont figure au cadastre AD 71, lieudit Egarande, et sa tête d'aval au cadastre AW 44, lieudit Mont Durozeil :
- Le site de Gourd-Marin (en amont d'Egarande) est le témoin de l'exploitation minière au milieu du XIXe siècle. La tour dite de Warocquère ainsi que de l'ancien bâtiment des bains-douches qui lui est contigu (cad. AE 56) sont inscrits sur l'inventaire monuments historiques par arrêté par arrêté du 31 juillet 1995. Le puits a été ouvert au début du XIXe siècle. Vers 1850, le système de descente du personnel a été modernisé (la tour abritait une machine inventée par Abel Warocqué, destinée à la descente et à la remontée des mineurs).

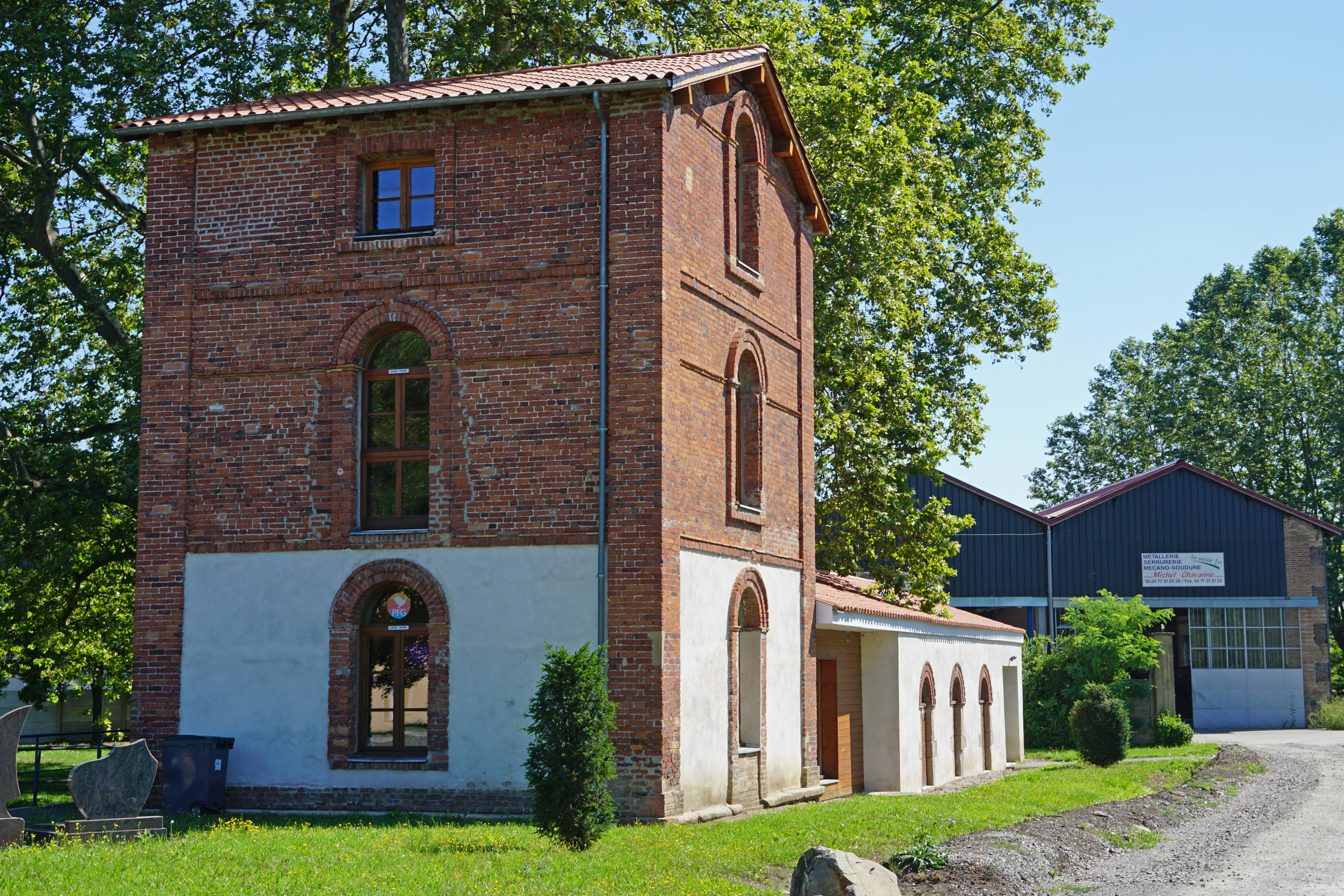
Le bâtiment d'exploitation de Gourd-Marin.

Le bâtiment des bains fut le premier de tout le bassin stéphanois (il contenait une piscine d'eau chaude destinée aux mineurs). L'ensemble des installations a cessé de fonctionner en 1953.
- Le chevalement du puits Combélibert :

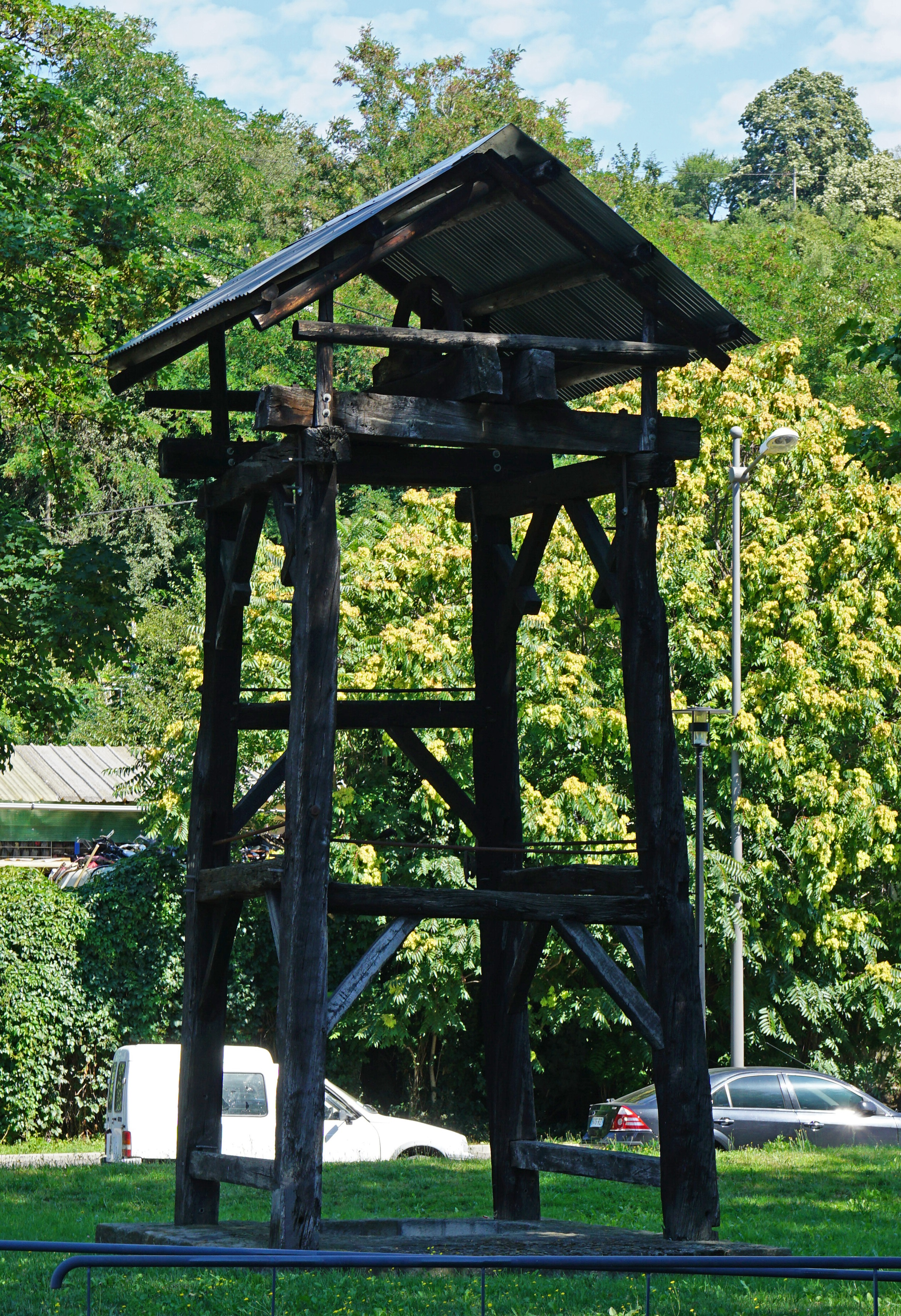
Le chevalement du puits Combélibert.

Situé à l'origine au 31, rue Michelet, il a été déplacé sur le site de Gourd-Marin et inscrit sur l'inventaire monuments historiques (date de protection : 25 août 1995). Il s'agit probablement du seul chevalement en bois datant du XIXe siècle conservé en Europe.
- Le puits du Pré du Gourd-Marin et le chevalement de Combélibert sont des vestiges rares et particulièrement symboliques de l'exploitation houillère en France.

#### Habitations privées
- Château du Mouillon : Si la partie centrale qui correspond à la maison primitive remonte au XVIIIe siècle, l'ensemble a été acquis et aménagé successivement par deux familles d'industriels ripagériens à partir de 1850. D'abord par Lucien Arbel puis en 1894 par Jean-Marie Marrel et son fils Henri qui l'on fait aménager par des décorateurs et artisans parisiens. Le bâtiment, les communs, le jardin et certaines pièces (hall d'entrée, escalier, ancienne salle à manger au nord, grand salon ovale au sud, boiseries et décor de l'ancienne bibliothèque au rez-de-chaussée, cheminée en bois du premier étage), sont inscrits à l'inventaire des monuments historiques par arrêté du 21 mars 1995[72].
- « La maison des Hommes de pierre » a été construite entre 1880 et 1883 par Charles et Étienne Marrel à proximité de la première usine de l'entreprise Marrel Frères, rue Neuve des Verchères (aujourd'hui rue Barthélémy Brunon). La façade principale située alors route de Lyon (aujourd'hui rue Claude Drivon se distingue par ses balcons de pierre ornés de ferronneries, ses linteaux de fenêtres sculptées et les deux imposantes statues des hommes de pierre qui soutiennent le balcon du premier étage : à l'ouest le forgeron avec sa masse et son tablier de cuir, à l'est la métallurgie représentée par la pince.

Le rez-de-chaussée est occupé par trois salons de réception en enfilade qui ouvrent sur un couloir décoré par des panneaux de bois décorés faux-marbre avec un sol en mosaïque.
À gauche après l'entrée on se trouve dans un petit salon orné d'une cheminée blanche de style Louis XV . Le plafond bleu est orné de roses en trompe-l'œil. Deux doubles portes conduisent au « Grand salon » orné de boiseries et d'une cheminée noires, d'un plafond peint, orné d'une rosace en plâtre. Un autre petit salon permet de rejoindre le couloir.
En suivant ce couloir on trouve un coin toilette avec deux vasques encastrées dans une boiserie sculptée.Ce couloir ouvre sur une cour intérieure par une verrière ornée de motifs floraux ou géométriques.
- Les maisons de verriers.

#### Édifices religieux
- L'église Notre-Dame : construite au début du XIXe siècle elle est inscrite à l'inventaire des monuments historiques y compris son décor intérieur (arrêté du 11 mai 1981).
- L'église Saint-Jean : L'édifice est de style néo-gothique, il fut édifié entre 1841 et 1849 et consacré par le Cardinal de Bonald en 1851. Il était bordé d'un côté par la route nationale de Lyon à Toulouse et de l'autre par le Canal aujourd'hui recouvert.

### Espaces verts et fleurissement
En 2014, la commune de Rive-de-Gier bénéficie du label « ville fleurie » avec « deux fleurs » attribuées par le Conseil national des villes et villages fleuris de France au concours des villes et villages fleuris.

### Personnalités liées à la commune
- Marc Bruno Teste (1752-1826), général français de la Révolution et de l'Empire, né à Rive-de-Gier.
- Jean-Claude Verpilleux (1798, 1875), industriel, inventeur, député, maire de Rive-de-Gier où il est né.
- Guillaume Roquille (1804-1860), poète qui a écrit son œuvre en francoprovençal, y est né.
- Léonard Boitel (1806-1855), imprimeur, né à Rive-de-Gier.
- Claude-Anne Gaultier (1807-1875), député de la Loire, notaire, maire de Rive-de-Gier où il est né.
- Fleury Binachon (1816-1889), homme politique, né à Rive-de-Gier.
- Lucien Arbel (1826-1892), député, sénateur et industriel.
- Pétrus Richarme (1833-1892), homme politique, directeur de verrerie, maire de Rive-de-Gier où il est né.
- Barthélémy Brunon (1836-1896), sénateur, est né et mort dans la commune.
- Adolphe Lalauze (1838-1906), graveur.
- Jean-Baptiste Berlier (1841-1911), ingénieur, né à Rive-de-Gier, créateur du réseau de transmission « pneumatique » des cartes-télégrammes à Paris et un des précurseurs du métro parisien. Une rue à Paris et à Rive-de-Gier portent son nom.
- Marie Bonnevial (1841-1918), institutrice et militante de la Ligue des droits des femmes.
- Jean Teillard, né à Rive-de-Gier le 2 octobre 1854, architecte de la ville de Clermont-Ferrand.
- François Delay (1855-1936), industriel et homme politique né à Rive-de-Gier.
- Simon Reynaud (1875-1954), homme politique, ingénieur, né à Rive-de-Gier.
- Émile Jaboulay (1879-1961), chimiste spécialiste des alliages.
- Pierre Bruyas (1889-1932), ingénieur et industriel, né à Rive-de-Gier.
- Marcel Arnaud (1906-1992), peintre, chevalier de la Légion d'honneur.
- Philippe Le Forsonney (1917-1969), résistant, né à Rive-de-Gier.
- Jacky Le Menn (1941-2025), sénateur, né à Rive-de-Gier.
- Lionel Tua (1962-), acteur, voix française régulière de Luke Perry, Corin Nemec, Denis Leary et Owen Wilson, né à Rive-de-Gier.
- Sébastien Pérez (1973-), footballeur ayant grandi à Rive-de-Gier[réf. nécessaire].
- Cyril Dessel (1974-), coureur cycliste professionnel, natif de la commune.

### Héraldique
| Armes de Rive-de-Gier | Les armoiries de Rive-de-Gier se blasonnent ainsi : « D’azur à la ruche d’or ouverte de gueules, accompagnée de quatorze abeilles d’or volantes, sept de chaque côté ordonnées 4 et 3 et soutenue en pointe par deux branches de laurier de sinople, les tiges passées en sautoir en pointe et nouées de gueules. » Archives départementales – Dossier Louis XIV – 1696 et site Armorialdefrance Daniel Juric. |